# Snake River
Der Snake River ist ein Fluss im Pazifischen Nordwesten der Vereinigten Staaten. Mit einer Länge von 1735 km ist er der größte Nebenfluss des Columbia River, des größten nordamerikanischen Flusses, der in den Pazifischen Ozean mündet. Der Snake River entspringt im westlichen Wyoming und fließt dann durch die Snake River Plain im südlichen Idaho, den Hells Canyon an der Grenze zwischen Oregon und Idaho und die Palouse Hills in Washington, bevor er bei den Tri-Cities in den Columbia River mündet.
Das Einzugsgebiet des Snake River umfasst Teile der sechs US-Bundesstaaten Idaho, Washington, Oregon, Utah, Nevada und Wyoming und ist für seine vielfältige geologische Geschichte bekannt. Die Snake River Plain wurde von einem vulkanischen Hotspot geschaffen, der heute unter den Quellflüssen des Snake Rivers im Yellowstone-Nationalpark liegt. Gigantische Gletscherrückzüge, die während der letzten Eiszeit aufgetreten sind, formten Schluchten, Klippen und Wasserfälle entlang des mittleren und unteren Snake River. Zwei dieser katastrophalen Überschwemmungen, die Missoula Floods und die Bonneville Floods, haben den Fluss und seine Umgebung erheblich beeinträchtigt.
Prähistorische Indianer lebten entlang des Flusses seit mehr als 11.000 Jahren. Lachs aus dem Pazifischen Ozean war eine lebenswichtige Ressource für die Menschen, die am Snake River flussabwärts der Shoshone Falls lebten. Als Lewis und Clark die Gegend erkundeten, waren die Nez Perce sowie die Shoshone die dominierenden Indianergruppen in der Region. Spätere Entdecker und Pelzfänger veränderten sich weiter und nutzten die Ressourcen des Snake River Basins. An einer Stelle wurde die Gebärdensprache, die von den Shoshones verwendet wurde, falsch interpretiert, was dem Snake River seinen heutigen Namen gab.
Mitte des 19. Jahrhunderts hatte sich der Oregon Trail etabliert und brachte zahlreiche Siedler in die Snake River-Region. Dampfboote und Eisenbahnen bewegten im 19. und frühen 20. Jahrhundert landwirtschaftliche Produkte und Mineralien entlang des Flusses. Seit den 1890er Jahren wurden am Snake River fünfzehn große Staudämme gebaut, um Wasserkraft zu erzeugen, die Navigation zu verbessern und Bewässerungswasser bereitzustellen. Diese Dämme blockierten jedoch die Lachswanderung über dem Hells Canyon und führten zu Wasserqualitäts- und Umweltproblemen in bestimmten Gebieten des Flusses. Die Beseitigung mehrerer Dämme am unteren Snake River wurde vorgeschlagen, um einige der einst gewaltigen Lachswanderungen des Flusses wiederherzustellen.
Am Oberlauf des Flusses sind rund 670 km des Snake Rivers selbst und seiner Zuflüsse im Yellowstone- und Grand-Teton-Nationalpark als National Wild and Scenic River ausgewiesen, im weiteren Verlauf haben noch einmal 107 km unterhalb des Hells Canyon Dam im Hells Canyon denselben Status.

## Verlauf

### Von der Quelle durch die Rocky Mountains

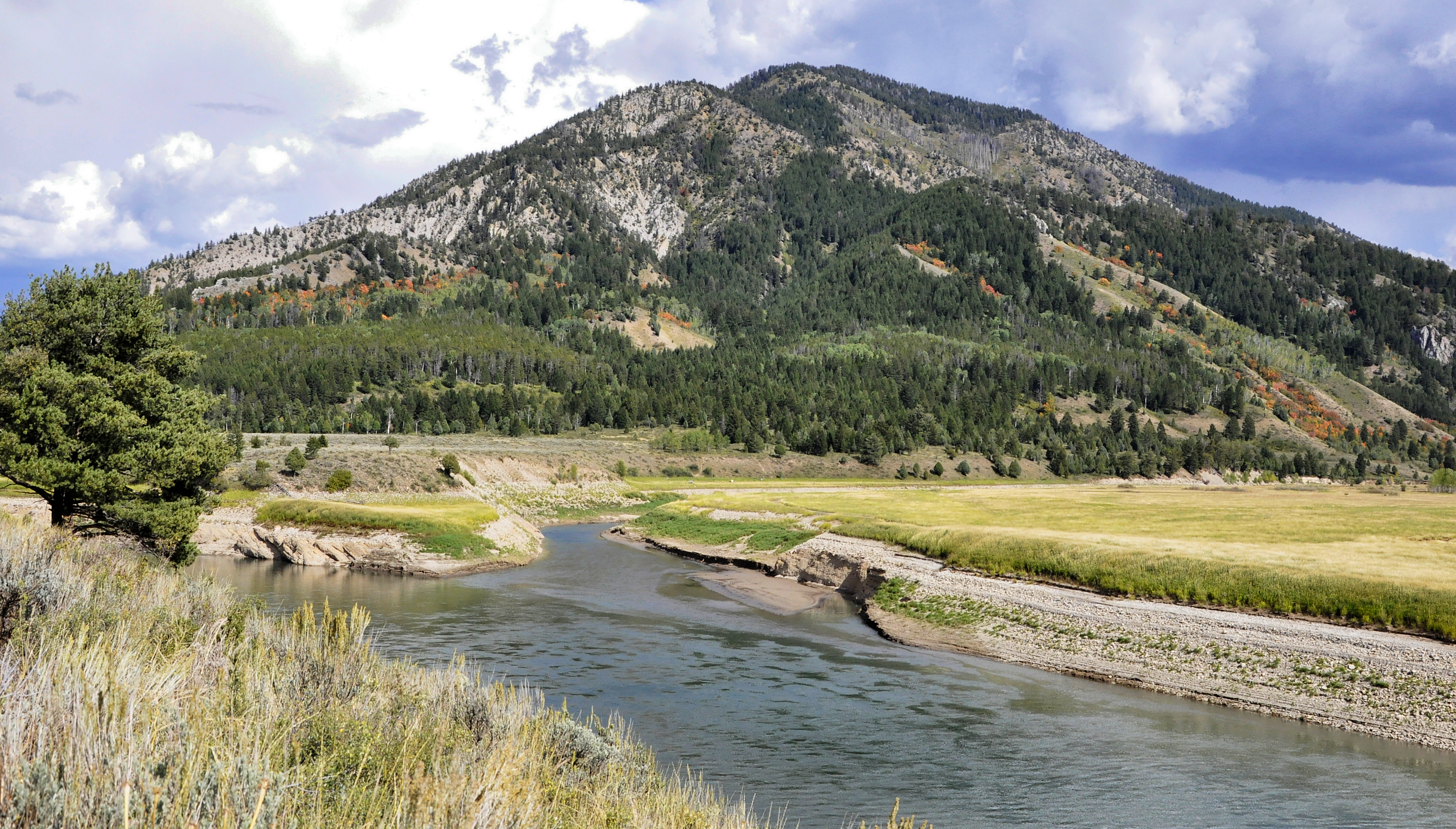
Zusammenfluss von Greys River und Snake River nahe Alpine, Wyoming

Der Snake River hat seine Quelle an der Südflanke des Two Ocean Plateaus an der kontinentalen Wasserscheide im Süden des Yellowstone-Nationalparks im Westen Wyomings. Innerhalb des Nationalparks erhält er den Heart River von rechts und fließt zunächst nach Nordwesten, wendet sich dann jedoch südlich des Mount Sheridan in den Red Mountains nach Süden ab und verlässt den Yellowstone-Nationalpark nahe dessen South Entrance. Er fließt dann durch den John D. Rockefeller, Jr. Memorial Parkway in den Grand-Teton-Nationalpark. Dort durchfließt er zunächst den durch den Jackson Lake Dam vergrößerten Jackson Lake und verläuft dann durch Jackson Hole, einem breiten Tal zwischen Teton Range und Gros Ventre Range. Kurz vor Verlassen des Nationalparks erhält er den Cottonwood Creek von rechts und den Gros Ventre River von links und fließt weiter nach Süden, vorbei am Touristenort Jackson. Weiter südlich wendet sich der Snake River nach Westen ab, erhält die Nebenflüsse Hoback River und Greys River und fließt durch den Snake River Canyon, einem Durchbruch in der Snake River Range. Er durchfließt das Palisades Reservoir, wo der Salt River von Süden her durch das Star Valley hinzufließt. Unterhalb des Palisades Dam fließt der Snake River durch die Snake River Plain, einer Ebene, die sich rund 600 km bogenförmig durch das südliche Idaho zieht.

### Snake River Plain
Südwestlich von Rexburg, Idaho, erhält der Snake River den Henrys Fork von Norden. Der Henrys Fork wird manchmal als North Fork of the Snake River bezeichnet, der Snake River wird dann vor dem Zusammenfluss als South Fork bezeichnet. Von dort biegt er nach Süden ab, fließt durch die Innenstadt von Idaho Falls, dann vorbei an der Fort Hall Indian Reservation und in das American Falls Reservoir, wo der Portneuf River hinzufließt. Von dort aus fließt der Snake River wieder weiter nach Westen und gelangt in den Snake River Canyon von Idaho. Im Flusslauf folgen mehrere große Kaskaden und Wasserfälle, die größten sind die 65 m hohen Shoshone Falls, auch Niagara of the West genannt. Durch ihre Höhe bilden sie ein unüberwindliches Hindernis für Fische auf ihrer Wanderung zu den Laichplätzen. Ein Stück weiter flussabwärts wird der Snake River Canyon von der Perrine Bridge überquert. Östlich von Twin Falls hat der Snake River seinen südlichsten Punkt erreicht und fließt von dort westnordwestlich.
Im weiteren Verlauf fließt der Snake River durch das Hagerman Fossil Beds National Monument und erhält den Malad River nördlich von Hagerman. Er fließt vorbei an Glenns Ferry, erhält den Bruneau River von Süden im C. J. Strike Reservoir, durchquert ein landwirtschaftliches Tal etwa 48 km südwestlich von Boise und macht einen kurzen Schlenker nach Oregon, bevor er nach Norden abbiegt, um die Grenze zwischen Idaho und Oregon zu markieren. Nahe Ontario verdoppelt sich der Snake River fast, da er mehrere wichtige Zuflüsse erhält – den Owyhee River von Südwesten, dann Boise River und Payette River von Osten und weiter flussabwärts Malheur River von Westen und Weiser River von Osten.

### Durch den Hells Canyon bis zur Mündung

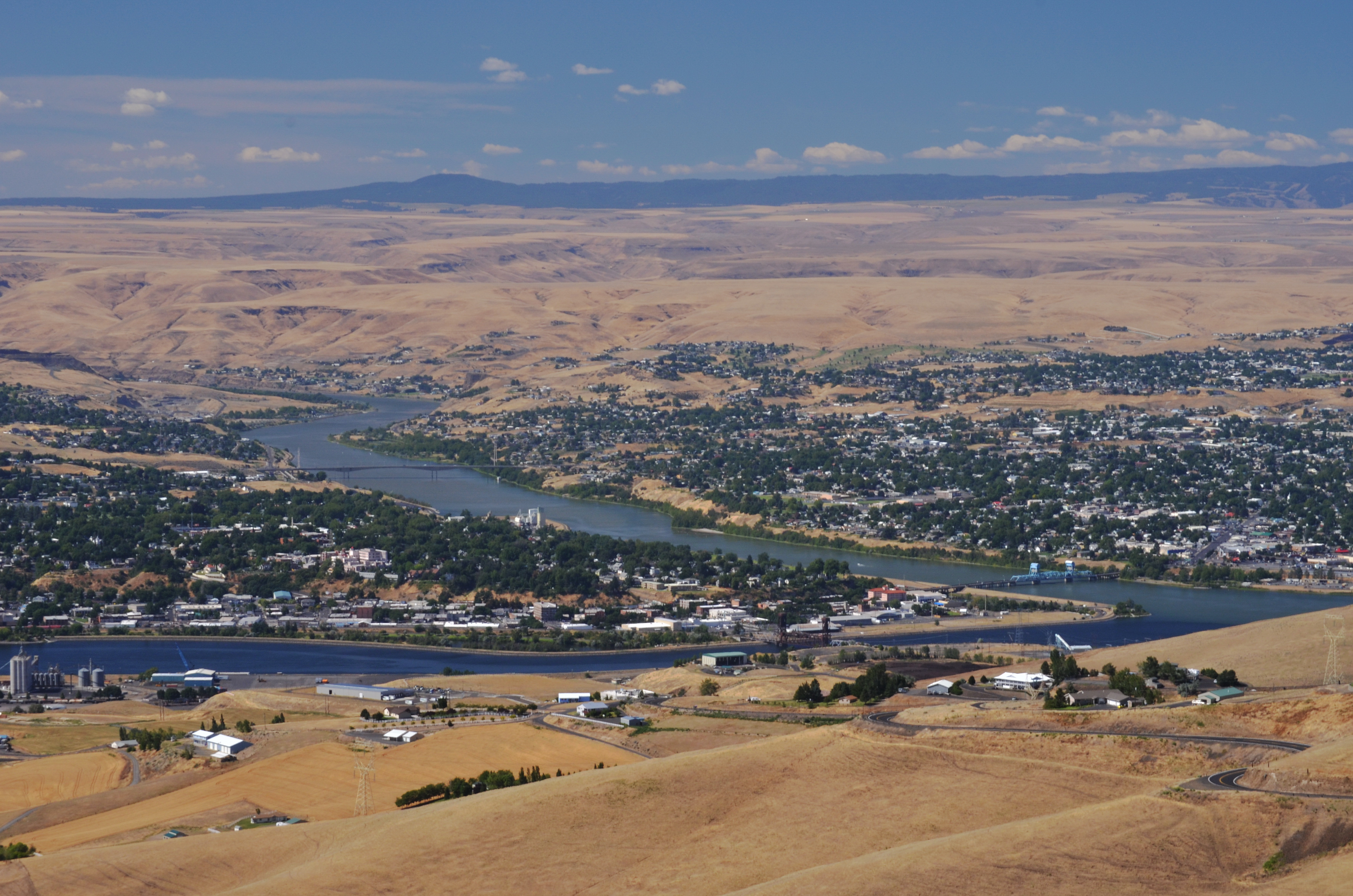
Zusammenfluss von Snake River und Clearwater River bei Lewiston, Idaho

In der Nähe des Ortes Huntington betritt der Snake River den Hells Canyon, eine steile, spektakuläre Schlucht, die durch die Salmon River Mountains und die Blue Mountains in Idaho und Oregon führt. Der Hells Canyon ist einer der zerklüftetsten und tückischsten Abschnitte des Snake River und stellte ein großes Hindernis für amerikanische Entdecker des 19. Jahrhunderts dar. Innerhalb des Canyons wird der Snake River von Hells Canyon-, Oxbow- und Brownlee Dams aufgestaut, die zusammen das Hells Canyon Hydroelectric Project bilden. Der Snake River fließt nun eine lange Strecke durch den Hells Canyon, der mit 2410 m Tiefe zu den tiefsten Schluchten der Welt zählt. Auf halbem Weg im Hells Canyon, in einem der abgelegensten und unzugänglichsten Abschnitte im gesamten Verlauf des Snake Rivers, fließt von Osten sein größter Nebenfluss, der Salmon River, hinzu. Von dort aus bildet der Snake River die Grenze zwischen den Bundesstaaten Washington und Idaho, empfängt den Grande Ronde River von Westen her, bevor er den Clearwater River von Osten bei Lewiston erhält. Der Snake River ist nur bis zum Zusammenfluss von Snake River und Clearwater River schiffbar. Der Fluss verlässt den Hells Canyon, biegt nach Westen ab und schlängelt sich durch die Palouse Hills im Südosten Washingtons. Die vier Staudämme und Navigationsschleusen des Lower Snake River Project haben diesen Teil des Snake River in eine Reihe von Stauseen verwandelt. Nahe Almota erreicht der Snake River seinen nördlichsten Punkt. Von dort fließt er wieder nach Südwesten, bis er schließlich nach insgesamt 1735 km bei Burbank östlich der Tri-Cities (Pasco, Kennewick und Richland) in den Columbia River mündet. Dieser fließt für etwa 523 km weiter westlich bis in den Pazifischen Ozean bei Astoria.

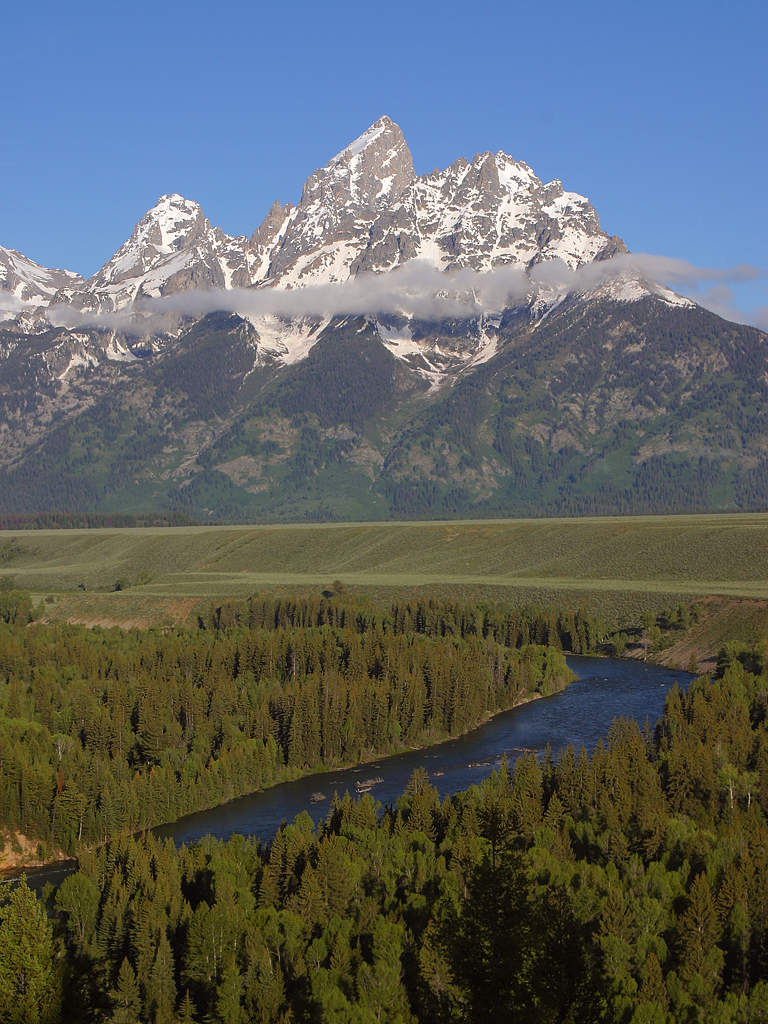
Der Snake River vor der Teton-Bergkette
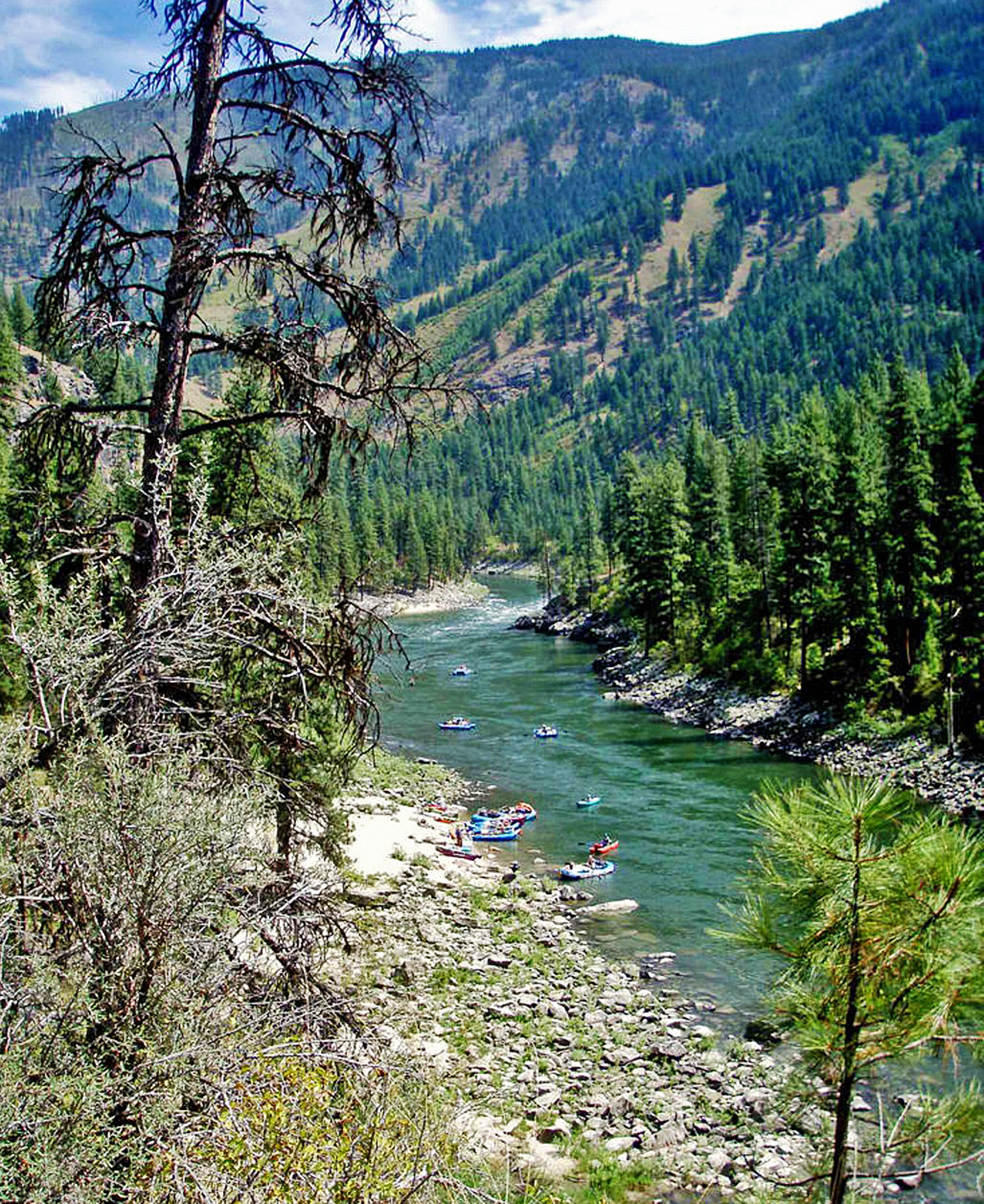
Der Snake River im Snake River Canyon (Wyoming)
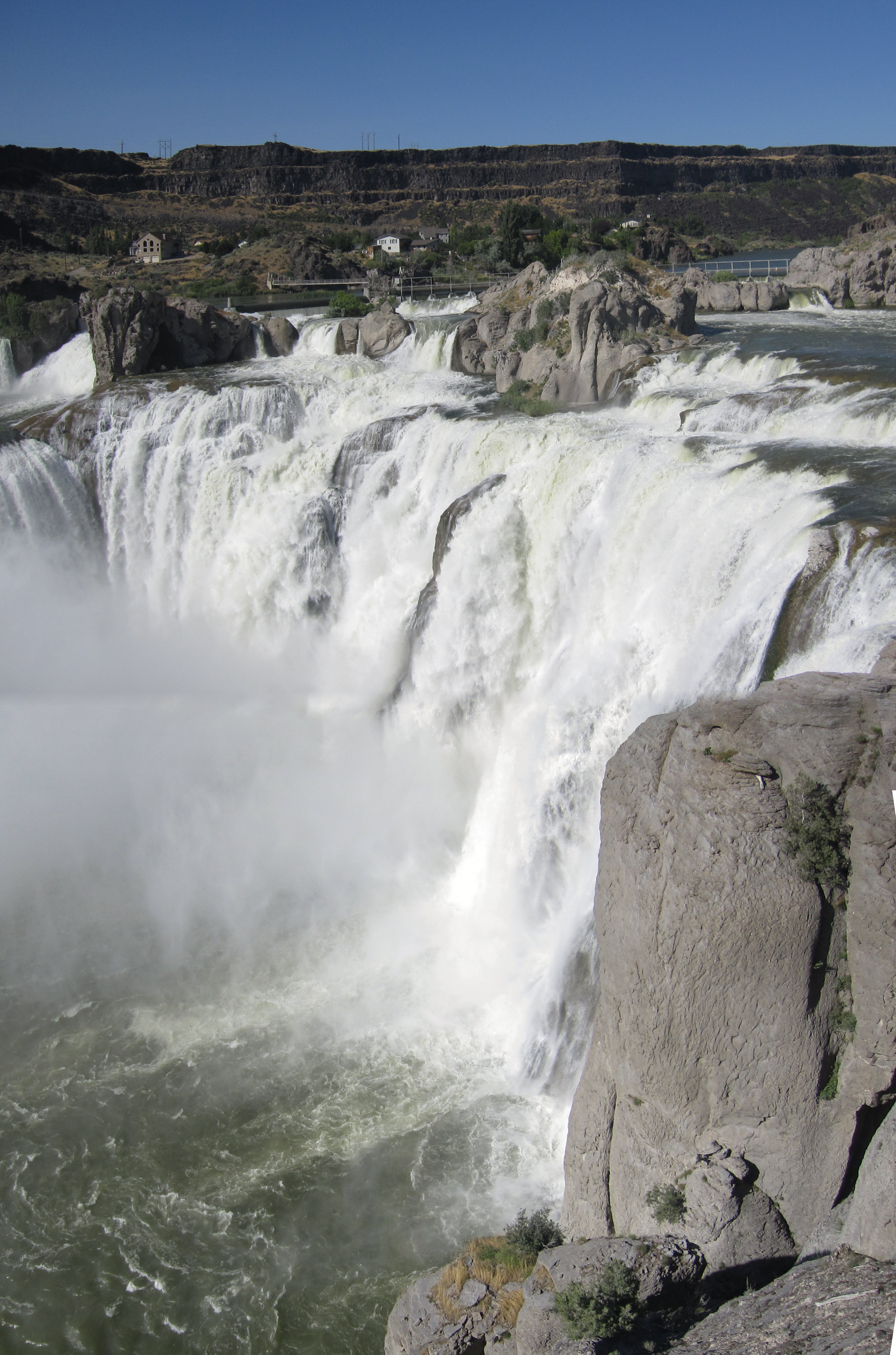
Die Shoshone Falls
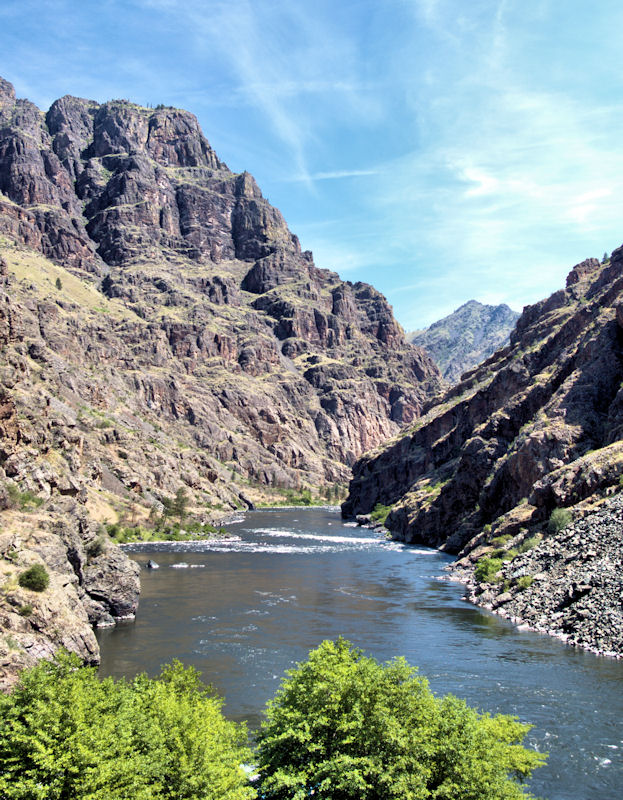
Der Snake River am Hells Canyon Reservoir Dam

## Geologie

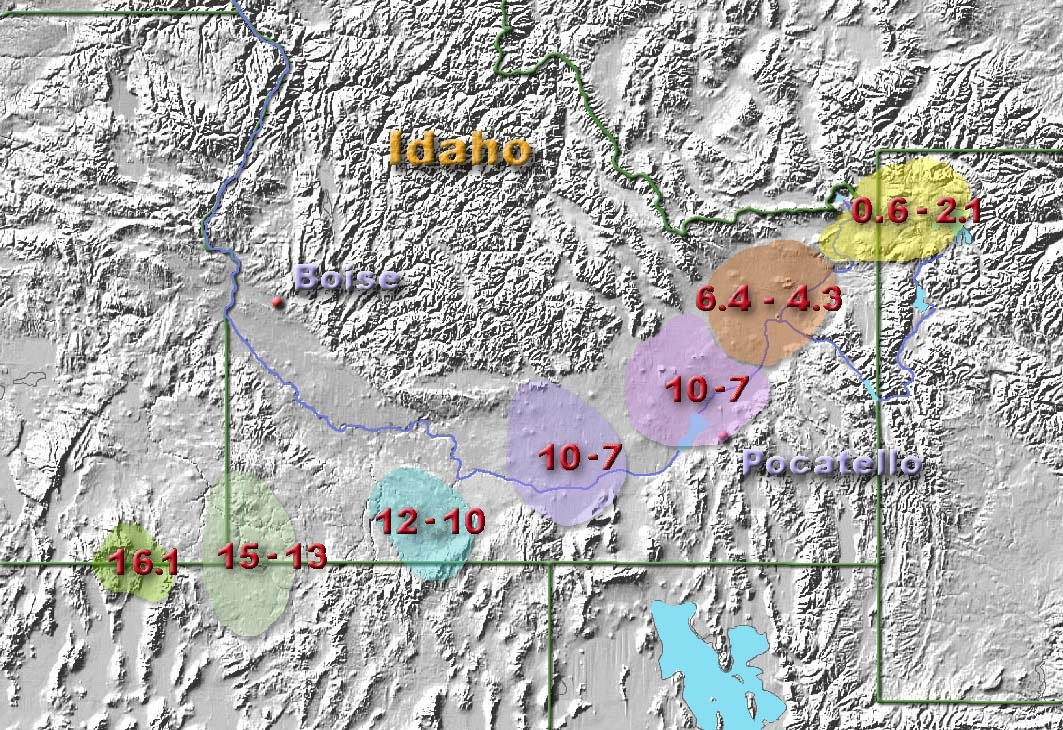
Standorte des Yellowstone-Hotspots beim Durchqueren der Snake River Plain

Vor 165 Millionen Jahren war der größte Teil des westlichen Nordamerikas noch Teil des Pazifischen Ozeans. Die fast vollständige Subduktion der Farallon-Platte unter die sich nach Westen bewegende Nordamerikanische Platte schuf die Rocky Mountains, die durch aufsteigendes Magma zwischen der sinkenden Farallon-Platte und der Nordamerikanischen Platte nach oben geschoben wurden. Als sich die Nordamerikanische Platte über einen stationären Hotspot unter der Kruste nach Westen bewegte, formten gewaltige Lavaströme und Vulkanausbrüche die Snake River Plain. Dies begann vor etwa 12 Millionen Jahren westlich der Kontinentalen Wasserscheide. Sogar größere Lavaströme über dem östlichen Washington, bestehend aus Columbia River Basalts, bildeten das Columbia Plateau südöstlich des Columbia River und die Palouse Hills am Unterlauf des Snake River. Weitere vulkanische Aktivitäten bildeten den nordwestlichen Teil der Snake River Plain. Dieses Gebiet liegt weit entfernt vom Pfad des Hotspots, der heute unter dem Yellowstone-Nationalpark liegt. Zu diesem Zeitpunkt nahm das Einzugsgebiet des Snake River langsam Gestalt an.
Die Snake River Plain und eine „Lücke“ zwischen der Sierra Nevada und der Cascade Range bildeten zusammen einen „Feuchtigkeitskanal“, der es Stürmen vom Pazifik ermöglichte, mehr als 1600 km landeinwärts bis zu den Quellgebieten des Snake Rivers zurückzulegen. Als sich die Teton Range vor etwa 9 Millionen Jahren entlang einer basalen Schubfläche in Nord-Süd-Richtung in den zentralen Rocky Mountains erhob, behielt der Fluss seinen ursprünglichen Verlauf bei, durchschnitt das südliche Ende der Berge und bildete den Snake River Canyon von Wyoming. Vor etwa 6 Millionen Jahren bildeten sich die Salmon River Mountains und Blue Mountains am westlichen Ende der Snake River Plain, der Fluss durchschnitt auch diese Berge und bildete den Hells Canyon. Der Lake Idaho, der während des Miozäns entstand, bedeckte einen großen Teil der Snake River Plain zwischen Twin Falls und dem Hells Canyon, sein Lavadamm wurde jedoch vor etwa 2 Millionen Jahren durchbrochen.
Lava, die von Cedar Butte im heutigen Südosten Idahos floss, blockierte vor etwa 42.000 Jahren den Snake River am Eagle Rock, in der Nähe des heutigen American Falls Dam. Dadurch entstand der 64 km lange American Falls Lake. Der See war stabil und hielt für fast 30.000 Jahre. Vor etwa 14.500 Jahren flutete der pluviale Lake Bonneville im Gebiet des heutigen Great Salt Lake im Rahmen der Bonneville-Flut katastrophal den Portneuf River hinunter in den Snake River. Dies war eine der ersten der als „Ice Age Floods“ bekannten katastrophalen Überschwemmungen im Nordwesten.
Die Flut führte dazu, dass der American Falls Lake seinen natürlichen Lavadamm durchbrach, der schnell erodierte und am Ende nur die 15 m hohen American Falls hinterließ. Das Hochwasser des Lake Bonneville, etwa 140.000 m³/s, fegte den Snake River hinunter durch das gesamte Gebiet des südlichen Idaho. Kilometerlang zerstörten die Fluten Böden, durchkämmten das darunter liegende Basaltgestein und verwandelten die Region in Channeled Scablands, die den Snake River Canyon bildeten. Es entstanden die Shoshone Falls, Twin Falls, Crane Falls, Swan Falls und weitere Wasserfälle entlang des Idaho-Abschnitts des Snake Rivers. Das Hochwasser von Bonneville folgte weiter dem Verlauf des Snake Rivers durch den Hells Canyon und erreichte schließlich den Columbia River. Die Flut weitete den Hells Canyon aus, vertiefte ihn aber nicht.

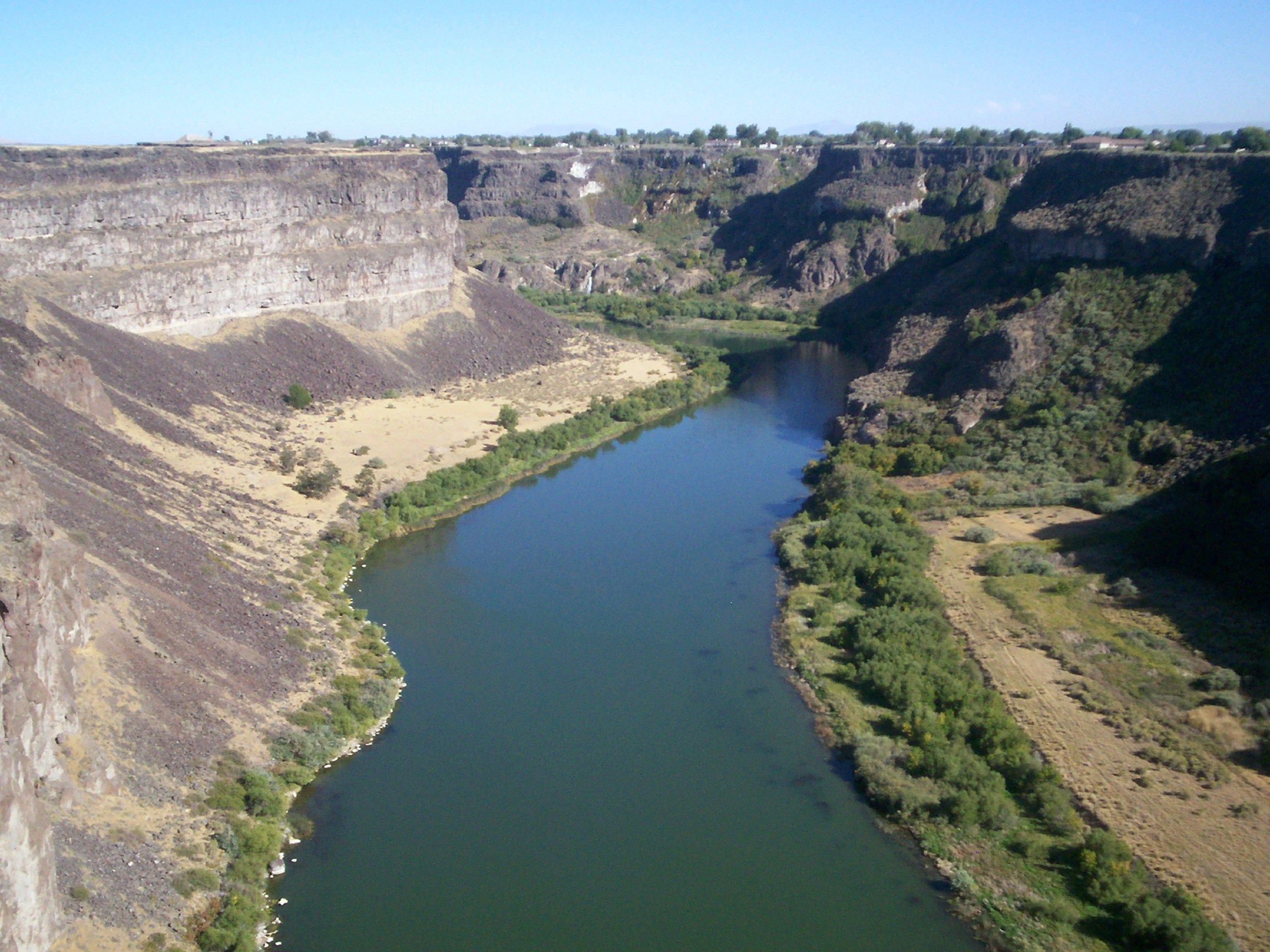
Snake River Canyon nahe Twin Falls, Idaho

Als die Bonneville-Fluten den Snake River hinunterstürzten, ereigneten sich zur selben Zeit weiter nördlich die Missoula-Fluten. Diese ereigneten sich mehr als 40 mal von vor 15.000 bis vor 13.000 Jahren. Sie wurden durch den glazialen Lake Missoula am Clark Fork verursacht, der wiederholt von Eisdämmen aufgeschüttet wurde und dann durchbrach, wobei das Wasser des Sees massive Überflutungen verursachte, die weite Teile des östlichen Washingtons betrafen. Die Missoula-Fluten waren weitaus größer als die Bonneville-Fluten. Diese Fluten bündelten sich hinter der Kaskadenkette, bildeten riesige Seen und schnitzten tiefe Schluchten durch die Palouse Hills, einschließlich des Palouse River Canyons mit den Palouse Falls. Die Bonneville-Fluten und die Missoula-Fluten halfen, die Columbia River Gorge zu erweitern und zu vertiefen, eine riesige Felsenschlucht, die es dem Wasser aus den Flüssen Columbia und Snake ermöglicht, auf direktem Weg durch die Cascade Range in den Pazifik zu fließen.

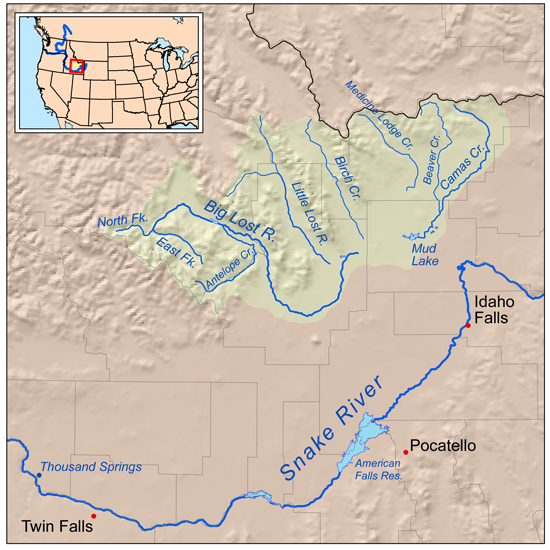
Karte der „verlorenen Flüsse von Idaho“. Hier wird sichtbar, dass die von Norden kommenden Flüsse nicht direkt in den Snake River fließen, sondern im Grundwasserleiter versickern.

Die massiven Sedimentmengen, die von den Bonneville-Fluten in der Snake River Plain abgelagert wurden, wirkten sich auch nachhaltig auf den mittleren Snake River aus. Die hohe hydraulische Leitfähigkeit der meist basaltischen Gesteine in der Ebene führte zur Bildung des Snake River Aquifer, einem der produktivsten Grundwasserleiter Nordamerikas. Viele Flüsse und Bäche, die von der Nordseite der Ebene kommend in Richtung Snake River fließen, versinken im Grundwasserleiter, anstatt in den Snake River zu fließen. Diese Flüsse werden auch die „verlorenen Bäche von Idaho“ (engl. Lost streams of Idaho) genannt.  Der Grundwasserleiter füllt sich mit fast 120 km³ Wasser, stellenweise verlässt das Wasser die Flüsse mit bis zu 17 m³/s. Ein großer Teil des Wassers, das dem Snake River beim Durchschneiden der Snake River Plain entzogen wird, wird dem Fluss am westlichen Ende zum Beispiel durch artesische Brunnen wieder hinzugefügt.

## Einzugsgebiet

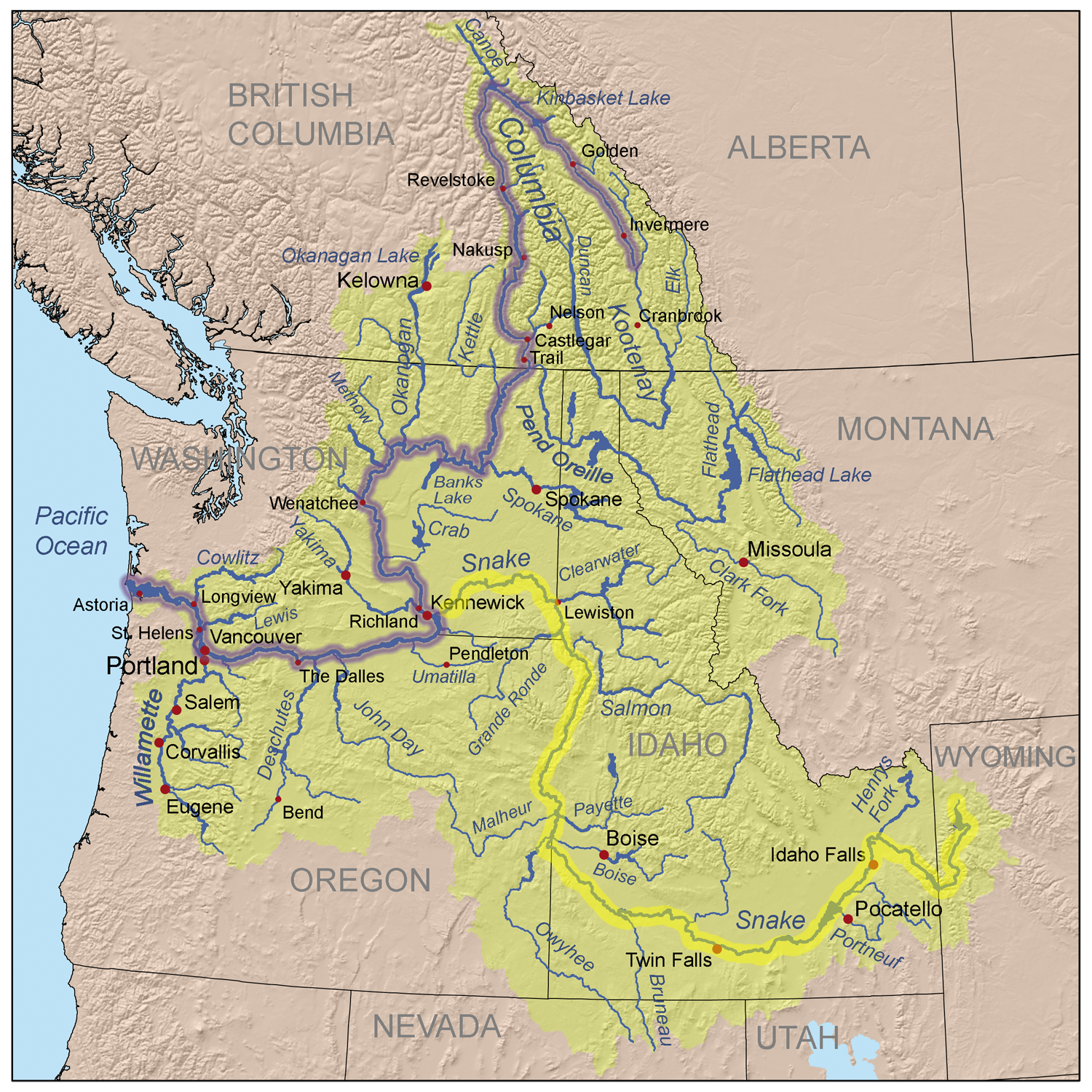
Karte des Columbia River-Einzugsgebiets mit dem Snake River (gelb) und dem Columbia River (blau)

Der Snake River ist der dreizehntlängste Fluss der Vereinigten Staaten. Sein Einzugsgebiet ist das zehntgrößte unter allen nordamerikanischen Flüssen und umfasst nahezu 280.000 km² in Teilen der sechs US-Bundesstaaten Wyoming, Idaho, Nevada, Utah, Oregon und Washington, der mit Abstand größte Teil liegt jedoch in Idaho. Fast das gesamte Einzugsgebiet des Snake Rivers liegt zwischen den Rocky Mountains im Osten und dem Columbia Plateau im Nordwesten. Als größter Nebenfluss des Columbia Rivers macht das Einzugsgebiet des Snake Rivers etwa 41 % des gesamten Columbia River Basin aus. Sein durchschnittlicher Abfluss an der Mündung macht 31 % des Columbia Rivers zu diesem Zeitpunkt aus. Misst man die Länge vom Zusammenfluss der beiden Flüsse bis zur jeweiligen Quelle ist der Snake River mit 1735 km etwas länger als der Columbia River mit 1493 km. Damit ist auch das Einzugsgebiet des Snake River um 4 % größer als das des Columbia River oberhalb des Zusammenflusses.

### Klima
Das meist halbtrockene, sogar Wüstenklima im Einzugsgebiet des Snake Rivers erhält durchschnittlich weniger als 300 mm Niederschlag pro Jahr. Allerdings sind die Niederschläge im Einzugsgebiet des Snake Rivers sehr unterschiedlich. Bei Twin Falls, im Zentrum der Snake River Plain, ist das Klima Wüsten-ähnlich, mit einem jährlichen Niederschlag von nur 235 mm, obwohl der durchschnittliche Schneefall 330 mm beträgt. Dieses Wüstenklima herrscht im Großteil des Einzugsgebietes vor, so dass es zwar größer ist als das des Columbia Rivers oberhalb der Tri-Cities, sein Abfluss aber im Durchschnitt deutlich geringer ist. In den hohen Gebirgsregionen der Rocky Mountains von Wyoming, im oberen Jackson Hole, beträgt der durchschnittliche Niederschlag jedoch über 760 mm, und der Schneefall beträgt durchschnittlich 6400 mm. Der größte Teil des Einzugsgebiets des Snake Rivers besteht aus weiten, trockenen Ebenen und sanften Hügeln, die von hohen Bergen umgeben sind. In den oberen Teilen fließt der Fluss jedoch durch ein Gebiet mit ausgeprägtem alpinen Klima. Es gibt auch Abschnitte, wo der Fluss und seine Zuflüsse sich in enge Schluchten eingeschnitten haben. Das Einzugsgebiet des Snake Rivers umfasst Teile des Yellowstone-Nationalparks, des Grand-Teton-Nationalparks, der Hells Canyon National Recreation Area sowie vieler anderer National- und State Parks.

### Landwirtschaft

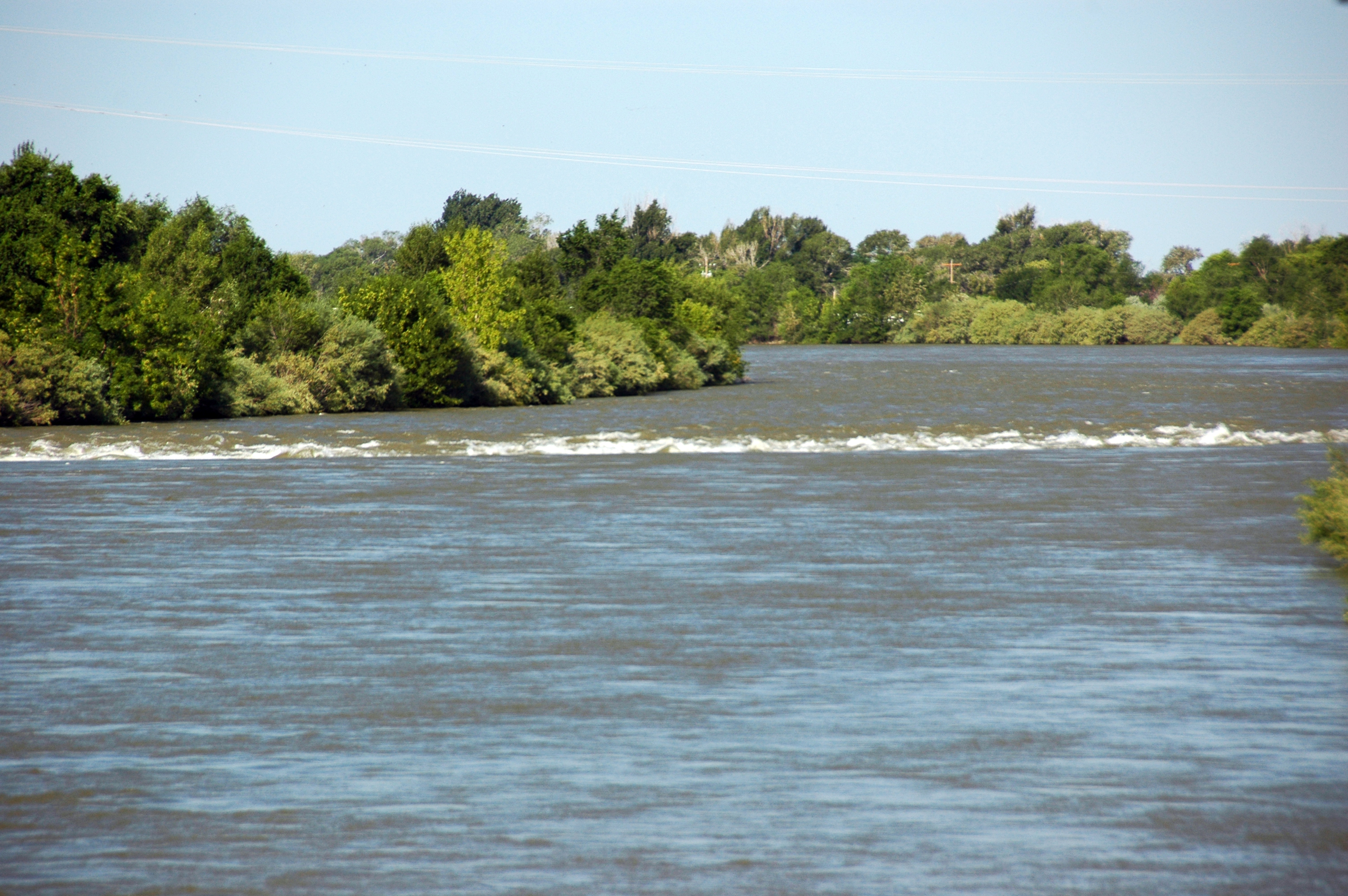
Der Snake River bei Blackfoot, Idaho

Ein großer Teil des Gebiets entlang des Flusses sowie einige Kilometer vom Ufer entfernt besteht aus bewässertem Ackerland, vor allem im mittleren und unteren Flussverlauf. Zu den Bewässerungsdämmen gehören der American Falls Dam, der Minidoka Dam und der C.J. Strike Dam. Neben dem Wasser aus dem Fluss wird auch Wasser aus dem Snake River Aquifer zur Bewässerung entnommen. Zu den wichtigsten Städten entlang des Flusses gehören Jackson in Wyoming, Twin Falls, Idaho Falls, Boise und Lewiston in Idaho sowie die Tri-Cities in Washington (Kennewick, Pasco und Richland). Entlang des Snake River gibt es insgesamt fünfzehn Staudämme, die neben der Bewässerung auch Strom produzieren, einen Schifffahrtskanal entlang eines Teils der Flussroute unterhalten und Hochwasserschutz leisten.

### Grenzen zu anderen Einzugsgebieten
Das Einzugsgebiet des Snake Rivers wird von mehreren anderen großen nordamerikanischen Wassereinzugsgebieten begrenzt, die sowohl in den Atlantik oder den Pazifik als auch in endorheische Becken abfließen. Auf der Südwestseite trennt ein Gefälle das Snake River-Einzugsgebiet vom Harney Basin in Oregon, das endorheisch ist. Im Süden grenzt das Einzugsgebiet des Snake an das des Humboldt River in Nevada und an das des Großen Salzsees (mit den Flüssen Bear, Jordan und Weber). Der Snake River grenzt im Südosten auch an den Green River, welcher als größter Nebenfluss des Colorado Teile von Wyoming und Utah entwässert. Im äußersten Osten trennt die Kontinentale Wasserscheide für wenige Kilometer das Snake River-Einzugsgebiet von dem des Bighorn Rivers, einem Nebenfluss des Yellowstone Rivers, der in der Nähe des Snake Rivers entspringt. Im Norden wird das Einzugsgebiet des Snake River durch den Red Rock River begrenzt, einem Nebenfluss des Beaverhead Rivers, der über den Jefferson River in den Missouri River mündet, also Teil des Einzugsgebiets des Golfs von Mexiko ist.
Der Rest des Einzugsgebiets des Snake Rivers grenzt an mehrere andere wichtige Zuflüsse des Columbia River – hauptsächlich an den Spokane River im Norden, aber auch Clark Fork in Montana im Nordosten und an den John Day River im Westen. Von diesen münden der Clark Fork (über den Pend Oreille River) und der Spokane oberhalb des Snake in den Columbia River, während der John Day flussabwärts in die Columbia River Gorge mündet. Da die kontinentale Wasserscheide die Grenze zwischen Idaho und Montana bildet, erstreckt sich das Einzugsgebiet des Snake Rivers nicht bis nach Montana.
Zu den Gebirgszügen im Einzugsgebiet des Snake gehören die Teton Range, die Bitterroot Range, die Clearwater Mountains, die Seven Devils Mountains und das nordwestliche Ende der Wind River Range. Der Grand Teton ist mit 4199 m der höchste Punkt im Einzugsgebiet des Snake River. Auf einer Höhe von 109 m mündet der Snake River in den Columbia.

### Umweltverschmutzung

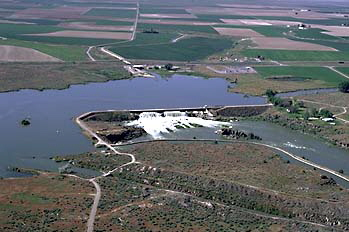
Dämme wie der Milner Dam leiten Wasser zur Bewässerung vom Snake River ab, was zu Verschmutzungsproblemen im Fluss führt.

Landwirtschaftliche Abflüsse von Farmen und Ranches in der Snake River Plain und anderen Gebieten haben die Ökologie des Flusses im Laufe des 20. Jahrhunderts erheblich beschädigt. Nachdem die ersten Bewässerungsdämme am Snake River zu Beginn des 20. Jahrhunderts ihren Betrieb aufgenommen hatten, wurden große Flächen des Ackerlandes in einem einige Kilometer breiten Streifen entlang des Flusses bewirtschaftet oder beweidet, was Verschmutzungen entlang des Snake Rivers zur Folge hatte. Abflüsse von Feedlots trugen ebenfalls zur Verschmutzung bei, bis dies gesetzlich verboten wurde. Dünger, Gülle und andere Chemikalien und Schadstoffe, die in den Fluss gespült werden, erhöhten die Nährstoffbelastung erheblich, insbesondere Phosphor und Stickstoff. Bei Niedrigwasser treten in den ruhigen Abschnitten des Flusses Algenblüten auf, die die Sauerstoffversorgung beeinträchtigen. Ein Großteil der Rückflüsse fließt nicht direkt zurück in den Snake River, sondern speist den Snake River Aquifer unter der Snake River Plain. Wasser, das zur Bewässerung aus dem Fluss abgeleitet wird, gelangt nach Aufnahme von Oberflächenschadstoffen wieder in den Boden und speist den Grundwasserleiter. Das Wasser im Grundwasserleiter gelangt schließlich zur Westseite der Snake River Plain und tritt als Quelle wieder in den Fluss ein. In weiten Teilen der Snake River Plain und des Hells Canyon ist übermäßiges Sediment ebenfalls ein wiederkehrendes Problem. Im Dezember 2007 erteilte die US-Umweltschutzbehörde (EPA) eine Genehmigung, wonach Eigentümer von Fischfarmen entlang des Snake River ihre Phosphorabgabe um 40 % reduzieren müssen. Die Schadstoffwerte im Hells Canyon vor dem Zusammenfluss mit dem Salmon River einschließlich der Wassertemperatur, der gelösten Nährstoffe und des Sediments, sind erforderlich, um bestimmte Werte zu erreichen.

### Abfluss

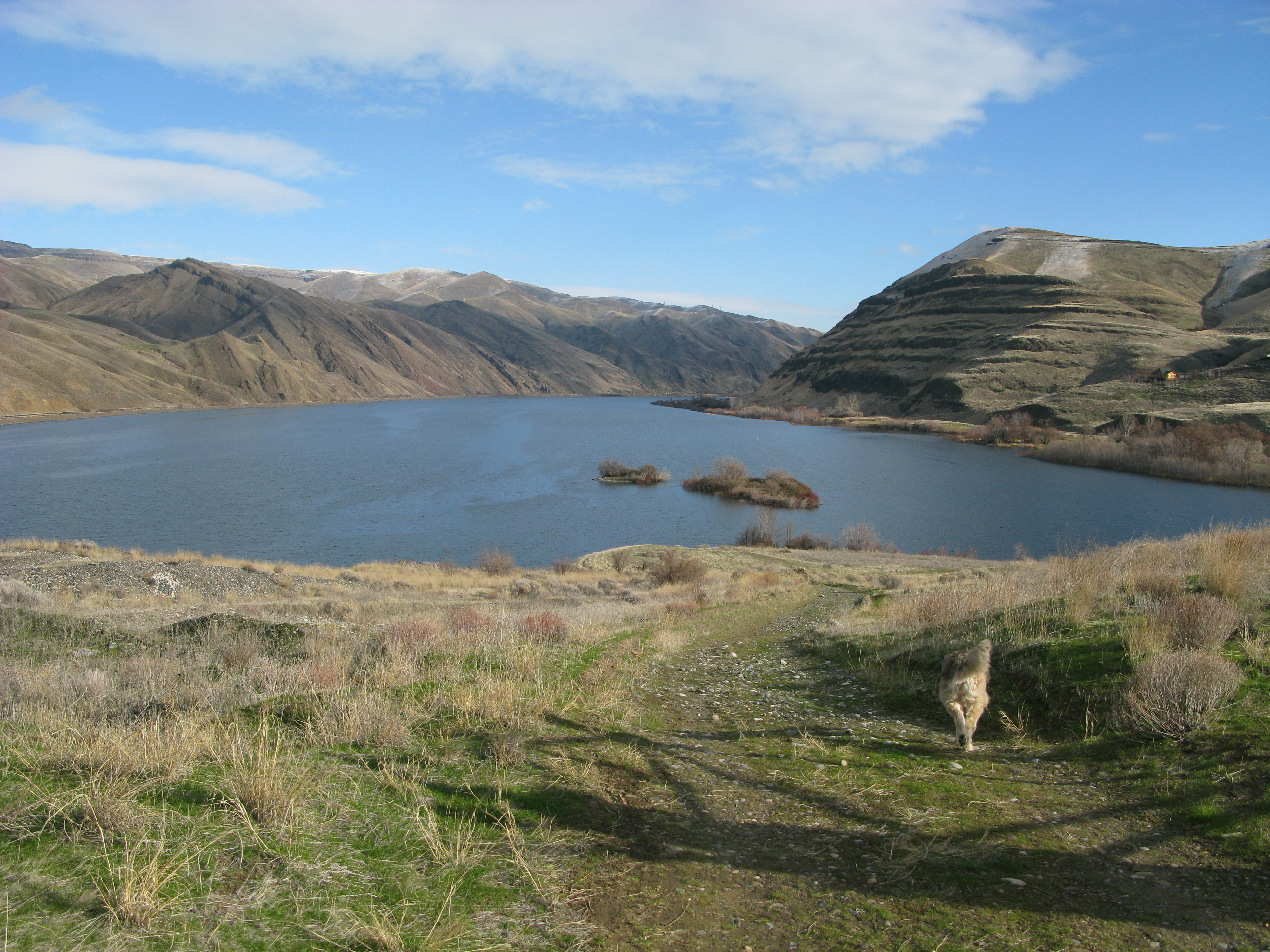
Der Snake River in Washington

Der durchschnittliche Durchfluss des Snake River beträgt 1.553 m³/s. Das United States Geological Survey hat den Abfluss des Flusses im Zeitraum von 1963 bis 2000 an einem Pegel unterhalb des Ice Harbor Dam aufgezeichnet. In diesem Zeitraum betrug der größte durchschnittliche jährliche Durchfluss im Jahr 1997 2.384 m³/s und der niedrigste im Jahr 1992 770 m³/s. Der niedrigste gemessene tägliche mittlere Durchfluss betrug am 4. Februar 1979 76 m³/s. Am 27. August 1965 gab es aufgrund von Tests am Ice Harbor Dam vorübergehend keinen Durchfluss. Der höchste gemessene Durchfluss betrug am 19. Juni 1974 8.800 m³/s. Der höchste jemals auf dem Snake River gemessene Durchfluss wurde an einem anderen USGS-Strommessgerät in der Nähe von Clarkston gemessen, das von 1915 bis 1972 betrieben wurde. Dieses Messgerät verzeichnete am 29. Mai 1948 einen maximalen Durchfluss von 10400 m³/s – mehr als der durchschnittliche Abfluss des Columbia Rivers. Während der Flut im Juni 1894 gab es einen noch höheren maximalen Durchfluss, der auf 11.600 m³/s geschätzt wurde.
Der Abfluss des Snake Rivers wird beispielsweise auch oberhalb des Jackson Lake in Wyoming gemessen. Dort beträgt der Abfluss etwa 25,1 m³/s, bezogen auf ein Einzugsgebiet von 1.260 km². In Minidoka, Idaho, etwa auf halber Strecke durch die Snake River Plain, erhöht sich der Abfluss des Flusses auf 222,0 m³/s. In Buhl, Idaho, nur etwa 80 km flussabwärts, sinkt der Abfluss aufgrund landwirtschaftlicher Einwirkungen jedoch auf 139,0 m³/s. An der Grenze zwischen Idaho und Oregon, in der Nähe von Weiser am Anfang des Hells Canyon, steigt der Abfluss des Snake Rivers auf 503 m³/s, nachdem mehrere wichtige Nebenflüsse wie Payette, Owyhee oder Malheur River hinzugeflossen sind. Der Abfluss erhöht sich am Hells Canyon Dam an der Grenze zwischen Idaho und Oregon weiter auf 553 m³/s. In Anatone, Washington, stromabwärts des Zusammenflusses mit dem Salmon River, einem der größten Nebenflüsse des Snake, beträgt der mittlere Abfluss 979 m³/s.

## Geschichte

### Name
Der kanadische Entdecker David Thompson, der im Jahr 1800 mit dem Boot an der Mündung des Snake River ankam, berichtete zuerst vom indianischen Namen des Snake River, Shawpatin. Als die Teilnehmer der Lewis-und-Clark-Expedition 1805 auf das Einzugsgebiet des Snake River trafen, gaben sie ihm erstmals die Namen Lewis River, Lewis Fork oder Lewis’s Fork, da Meriwether Lewis der erste ihrer Gruppe war, der den Fluss zu Gesicht bekam. Sie trafen auf die „Snake Indians“ (Schlangenindianer), die entlang des Flusses lebten, die eigentlich dem Shoshone-Stamm angehörten, und erfuhren, dass die amerikanischen Ureinwohner den Fluss Ki-moo-e-nim oder Yam-pah-pa nannten. Spätere amerikanische Entdecker, von denen einige ursprünglich Teil der Lewis-und-Clark-Expedition waren, reisten in das Einzugsgebiet des Snake River, und Aufzeichnungen zeigen, dass verschiedene Namen mit dem Fluss in Verbindung gebracht wurden. Der Entdecker Wilson Price Hunt, Teilnehmer der Astor-Expedition, nannte den Fluss Mad River. Andere gaben ihm die Namen Shoshone River und Saptin River. Schließlich wurde der Name Snake River von einer S-förmigen Geste abgeleitet, die die Shoshone mit ihren Händen machten, um einen schwimmenden Lachs zu symbolisieren. Entdecker missinterpretierten diese Geste als eine Schlange und gaben dem Fluss seinen heutigen Namen.

### Erste Siedler
Seit mindestens 11.000 Jahren sind die Gebiete um den Snake River bewohnt. Der Historiker Daniel S. Meatte unterteilt die Vorgeschichte des westlichen Snake River Basin in drei Hauptphasen. Die erste Phase von vor 11.500 bis vor 4.200 Jahren nennt er „Broad Spectrum Foraging“. In dieser Zeit stützten sich die Menschen auf eine Vielzahl von Nahrungsmitteln. Die zweite Periode, „Semisedentary Foraging“, von vor 4.200 bis vor 250 Jahren, zeichnet sich durch eine zunehmende Abhängigkeit von Fisch, insbesondere Lachs, sowie die Konservierung und Lagerung von Lebensmitteln aus. Die dritte Phase, 250 bis 100 Jahre in der Vergangenheit, nennt Meatte „Equestrian Foragers“. Diese Phase zeichnet sich durch große Stämme aus, die viel Zeit außerhalb ihrer Wohnorte verbracht haben, um Bisons zu jagen. In der östlichen Snake River Plain gibt es einige Hinweise auf Clovis-, Folsom- und Plano-Kulturen, die vor über 10.000 Jahren entstanden sind.

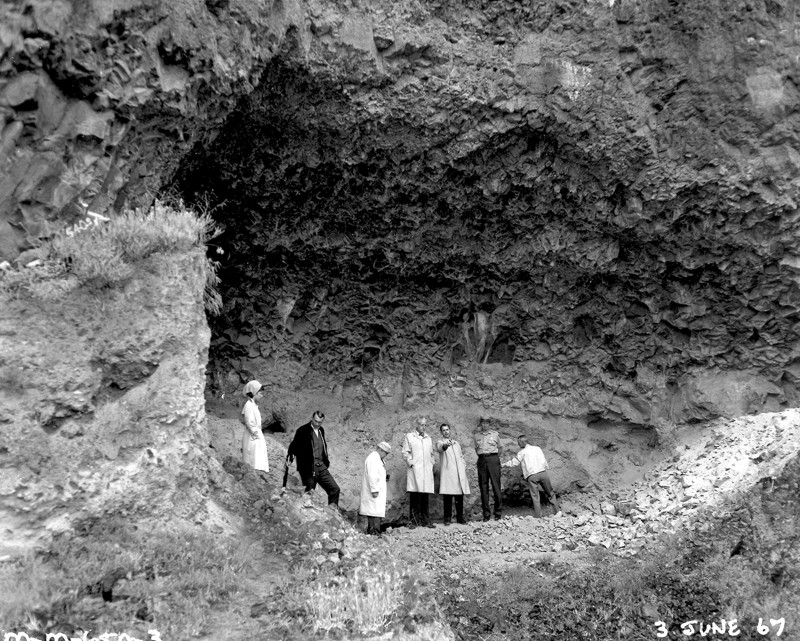
Marmes Rockshelter

Am Snake River im Südosten Washingtons gibt es mehrere antike Stätten. Einer der ältesten und bekanntesten ist der Marmes Rockshelter, der von vor über 11.000 Jahren bis in relativ junge Zeit genutzt wurde. Der Marmes Rockshelter wurde 1968 vom Lake Herbert G. West, dem Reservoir des Lower Monumental Dam, überflutet.
Zwei große indianische Gruppen bevölkerten den größten Teil des Snake Rivers: die Nez Percé, deren Territorium sich vom südöstlichen Columbia Plateau bis nach Nord-Oregon und West-Idaho erstreckte, und die Shoshone, die die Snake River Plain sowohl oberhalb als auch unterhalb der Shoshone Falls bewohnten. Der Lebensstil der verschiedenen Völker entlang des Snake Rivers war sehr unterschiedlich. Unterhalb der Shoshone Falls konzentrierte sich die Wirtschaft auf Lachse, die oft in enormer Zahl den Fluss hinaufkamen. Lachs war die Hauptstütze der Nez Percé sowie der meisten anderen Stämme unterhalb der Shoshone Falls. Oberhalb der Wasserfälle war das Leben anders. Die Snake River Plain bildet über viele hundert Kilometer einen der wenigen relativ einfachen Wege über die Rocky Mountains, sodass Indianer sowohl östlich als auch westlich der Berge interagieren können. Infolgedessen erschufen die Shoshone eine Handelswirtschaft.

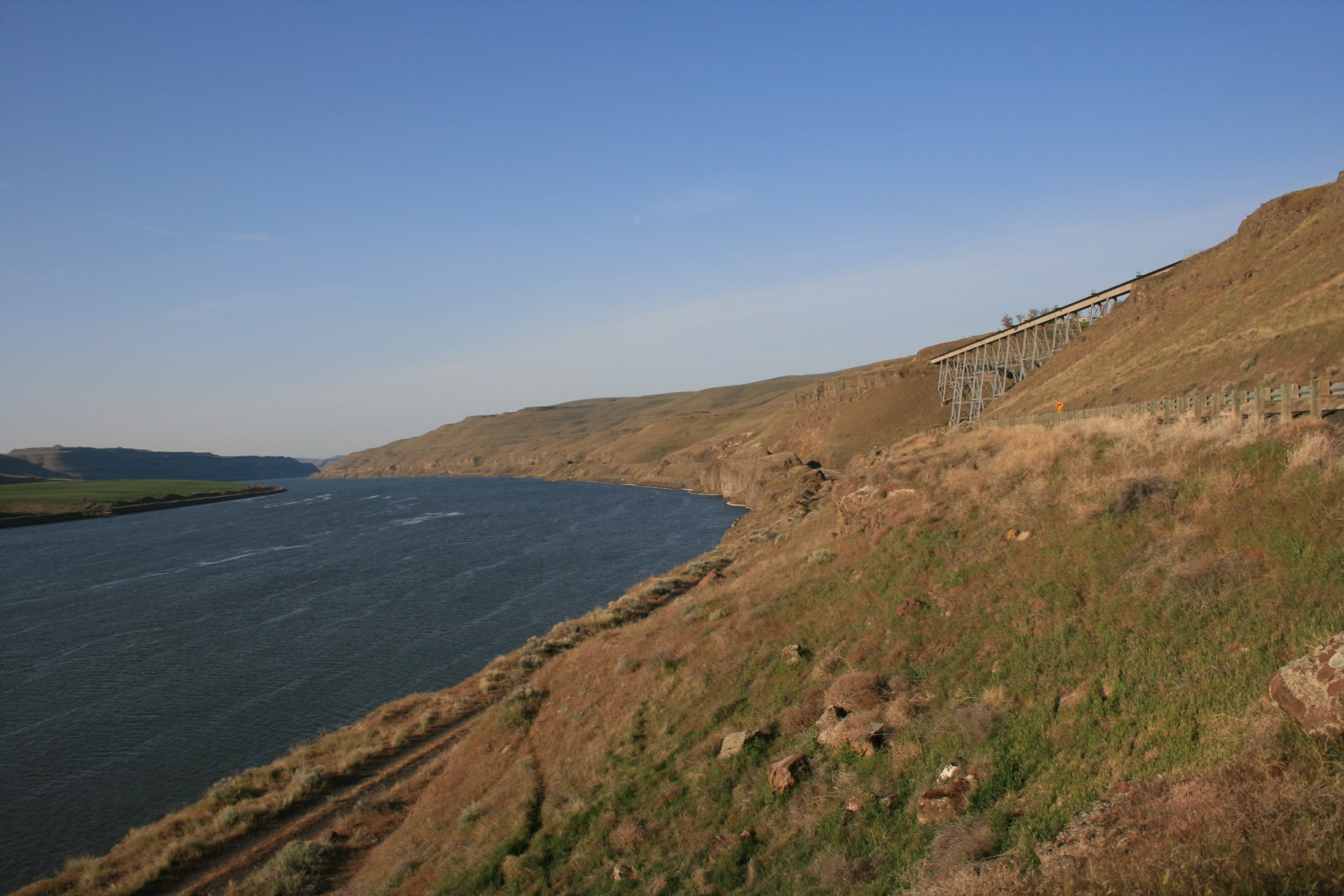
Der Snake River fließt durch die Palouse kurz vor seiner Mündung in den Columbia River.

Der Legende nach wurde der Stamm der Nez Percé erstmals im Tal des Clearwater River gegründet, einem der untersten Hauptzuflüsse des Snake River. Zum Höhepunkt gab es mindestens 27 Nez Percé-Siedlungen entlang des Clearwater Rivers und 11 weitere entlang des Snake Rivers zwischen der Mündung des Clearwater River und der des Imnaha Rivers. Es gab auch Dörfer am Salmon River, am Grande Ronde River, am Tucannon River sowie im unteren Hells Canyon. Die jährlichen Lachswanderungen am Snake River, deren Anzahl zu dieser Zeit auf über 4 Millionen geschätzt wird, unterstützten die Nez Percé, die im Gegensatz zu den nomadischen südöstlichen Stämmen entlang des Snake River in dauerhaften, fortschrittlichen Dörfern lebten. Die Nez Percé waren auch am Handel mit dem Flathead-Stamm im Norden und anderen Stämmen des mittleren Columbia River beteiligt. Sie waren jedoch Feinde der Shoshone und der anderen stromaufwärts gelegenen Snake River-Stämme.
Die Shoshone waren durch nomadische Gruppen gekennzeichnet, die ihre Kultur der früheren Bitterroot-Kultur und den Stämmen des Great Basins entnommen hatten, die am Owyhee River nach Norden wanderten. Die Shoshone waren der mächtigste Stamm in den Rocky Mountains und waren in weiten Teilen der Great Plains als die „Snakes“ bekannt. Im 18. Jahrhundert erstreckte sich das Gebiet der Shoshone weit über die Snake River Plain hinaus, über die Kontinentale Wasserscheide in das Einzugsgebiet des Missouri Rivers und noch weiter nördlich bis nach Kanada. Eine Pockenepidemie, die von europäischen Entdeckern und Pelzhändlern ausgelöst wurde, war dafür verantwortlich, dass ein Großteil des Shoshone östlich der Rocky Mountains ausgelöscht wurde. Dennoch bevölkerten sie weiterhin die Snake River Plain. Schließlich verschmolz die Shoshone-Kultur mit der der Stämme Paiute und Bannock, die aus dem Great Basin bzw. dem Hells Canyon stammten. Die Bannock brachten die Fähigkeit der Büffeljagd und des Reitens von Pferden mit, die sie von den Europäern erlernt hatten, und veränderten dadurch die Lebensweise der Shoshone erheblich.

### Expeditionen
Die Teilnehmer der Lewis-und-Clark-Expedition (1804–1806) waren die ersten Amerikaner, die die Rocky Mountains überquerten und über die Flüsse Snake und Columbia hinunter zum Pazifik segelten. Meriwether Lewis war vermutlich der erste Amerikaner, der das Einzugsgebiet des Snake Rivers zu Gesicht bekam, nachdem er einige Tage vor den anderen Teilnehmern der Expedition am 12. August 1805 die Berge über den Lemhi Pass, einem Bergpass in den Beaverhead Mountains, überquerte und das Tal des Salmon River vor sich sah. Die Expedition nannte den Fluss zu Ehren Meriwether Lewis’ Lewis River oder Lewis Fork. Die Gruppe reiste später nach Norden, über den Lemhi River zum Salmon River und versuchte, diesen bis zum Snake River hinabzusegeln, was jedoch wegen der heftigen Stromschnellen nicht möglich war. Sie änderten also ihre Richtung und reisten nach Norden zum Lochsa River und segelten über diesen in den Clearwater River und über den unteren Snake River in den Columbia.

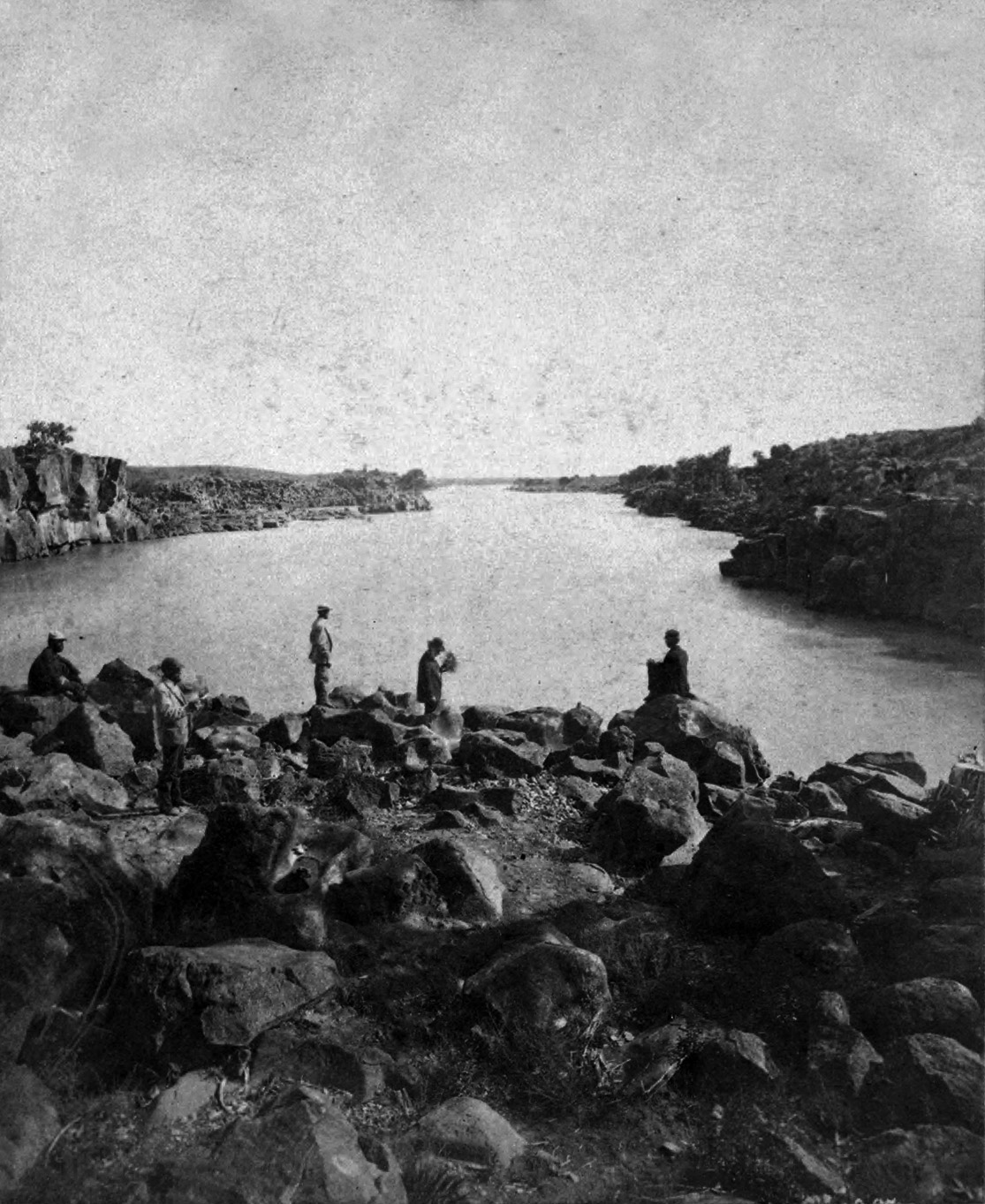
Der Snake River nahe Jackson, Wyoming im Jahr 1871

Ab 1806, kurz nachdem Lewis und Clark zurückgekehrt waren, reisten weitere amerikanische Entdecker in das Gebiet des Snake Rivers. Der erste von ihnen war John Ordway im Jahr 1806, der ebenfalls den unteren Salmon River erkundete. John Colter war 1808 der erste, der den oberen Abschnitt des Snake River im Gebiet von Jackson Hole erreichte. Im Jahr 1810 entdeckte Andrew Henry zusammen mit einer Gruppe von Pelzfängern den heute nach ihm benannten Henrys Fork. Donald McKenzie segelte 1811 den unteren Snake River, und allein im frühen 19. Jahrhundert folgten dutzende weitere Expeditionen zum Snake River, geleitet von Entdeckern wie Wilson Price Hunt, einem Teilnehmer der Astor Expedition, Ramsay Crooks, Francisco Payelle, John Gray, Thyery Goddin oder Alexander Ross. Viele dieser späteren Entdecker waren ursprüngliche Mitglieder der Lewis-und-Clark-Expedition, die zurückgekehrt waren, um das Gebiet zu kartieren und genauer zu erkunden.
Die Hudson’s Bay Company schickte 1819 erstmals Pelzfänger in das Einzugsgebiet des Snake Rivers. Die dreiköpfige Gruppe der aus Hawaii stammenden Männer reiste in das Quellgebiet des Owyhee Rivers, verschwand jedoch dort. Der Fluss wurde später zur Erinnerung an sie benannt. Während amerikanische Pelzfänger immer wieder in die Region kamen, befahl die Hudson’s Bay Company den kanadischen Fängern, so viele Biber wie möglich zu töten, um die Art im Einzugsgebiet des Snake River auszurotten. Es hieß, gäbe es keine Biber, so „wird es keinen Grund für die Amis [Amerikaner] geben, zu kommen.“ Ihr Ziel war es, Rechte über das Oregon-Territorium zu erlangen, einer Region, die einen Großteil des Pazifischen Nordwestens umfasste. Das Gebiet wurde jedoch schließlich von den Vereinigten Staaten annektiert.
Mitte des 19. Jahrhunderts wurde der Oregon Trail eingerichtet, der im Großteil dem Verlauf des Snake Rivers folgte. Eine Kreuzung über den Snake River befand sich in der Nähe des heutigen Ortes Glenns Ferry. Einige Jahre später wurde an diesem Standort eine Fähre eingerichtet, die das alte System ersetzte, in dem Pioniere den breiten und tiefen Fluss überqueren mussten. Ein weiterer Ort, an dem die Pioniere den Snake River überquerten, befand sich weiter stromaufwärts am „Three Island Crossing“ nahe der Mündung des Boise River. Dort teilen drei Inseln den Fluss in vier Kanäle mit einer Breite von jeweils 61 m auf. Einige Auswanderer entschieden sich dafür, dem Snake River auf der Westseite zu folgen und den Fluss in der Nähe von Fort Boise erneut zu überqueren. Der Grund für die Three Island Crossing war jedoch die bessere Verfügbarkeit von Gras und Wasser.

### Dampfschifffahrt

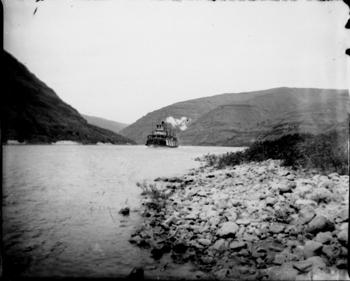
Dampfschiff auf dem Snake River, 1898

Im Gegensatz zum Columbia River war es für Dampfschiffe weitaus schwieriger, auf dem Snake River zu navigieren. Während der Columbia River von der Quelle bis zur Mündung einen Höhenunterschied von 810 Metern aufweist, sind es beim Snake River ca. 2600 m, obwohl der Snake River 320 km länger als der Columbia ist. Dennoch fuhren von den 1860er bis in die 1940er Jahre Dampfschiffe auf dem Snake River zwischen der Mündung in den Columbia River und der Mündung des Imnaha River im unteren Hells Canyon. Ein Großteil der Dampfschiffe bewegte sich jedoch hauptsächlich zwischen der Flussmündung und Lewiston am Zusammenfluss von Snake und Clearwater. Obwohl auch hier über 60 Stromschnellen überwunden werden müssen, ist dieser Abschnitt des Flusses für Wasserfahrzeuge am einfachsten zu befahren, da er den geringsten Höhenunterschied aufweist.
Passagier- und Güterverkehr wurde stromabwärts von Lewiston bis ins späte 19. Jahrhundert betrieben, die Einführung von Eisenbahnen im Getreideanbaugebiet der Palouse Hills und schließlich der Bau einer Reihe von Dämmen am unteren Snake River zur Erleichterung für den Binnenschifffahrtsverkehr hatten schließlich den Untergang der Dampfschifffahrt und später auch der Eisenbahn zur Folge. Portland und andere Städte im Pazifischen Nordwesten wurden mit Lewiston über Dampfschifffahrtsrouten verbunden, die größtenteils entlang des Columbia River und durch die Columbia River Gorge verliefen. Eine häufig befahrene Route führte beispielsweise von Wallula, 190 km stromabwärts der Mündung des Snake River bis nach Lewiston. Die Oregon Steam Navigation Company startete 1866 das Dampfschiff Shoshone in Fort Boise, welches Passagier- und Frachtdienste für die Minen Boise und Owyhee anbot.
In den 1870er Jahren betrieb die OSN Company, die der Northern Pacific Railroad gehörte, sieben Dampfschiffe, um Weizen und Getreide aus der produktiven Palouse-Region entlang Snake und Columbia an die unteren Häfen des Columbia River zu transportieren. Die Boote Harvest Queen, John Gates, Spokane, Annie Faxon, Mountain Queen, R. R. Thompson und Wide West wurden alle am Columbia River gebaut. Die Annie Faxon explodierte jedoch am 14. August 1893 auf dem Snake River, wobei 8 Menschen ums Leben kamen und mehrere verletzt wurden. Entlang des Snake River gab es jedoch mehr Ressourcen als nur Weizen und Getreide. In den 1890er Jahren wurde in der Eureka Bar im Hells Canyon eine riesige Kupferlagerstätte entdeckt. Mehrere Schiffe wurden speziell gebaut, um Erz von dort nach Lewiston zu transportieren, darunter Imnaha, Mountain Gem und Norma.

## Eingriffe in den Flusslauf

### Staudämme und Kraftwerke

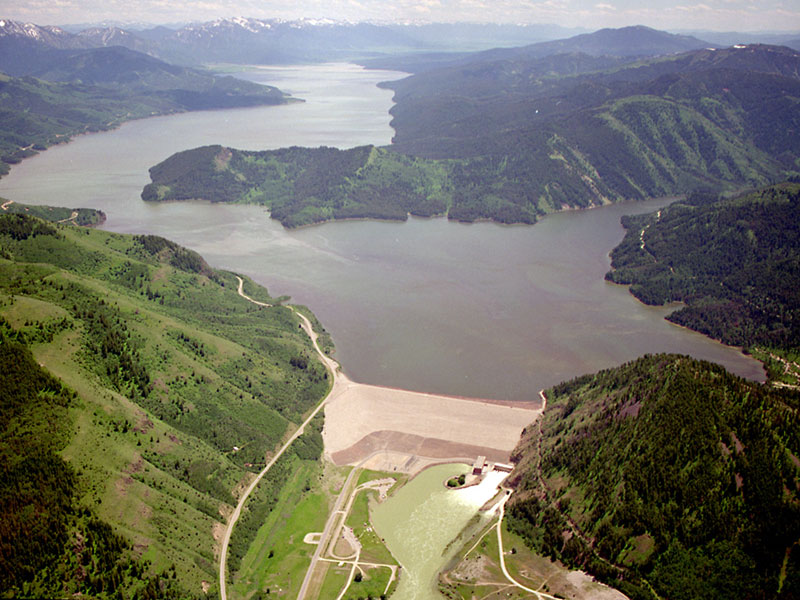
Der Palisades Dam staut das Palisades Reservoir auf

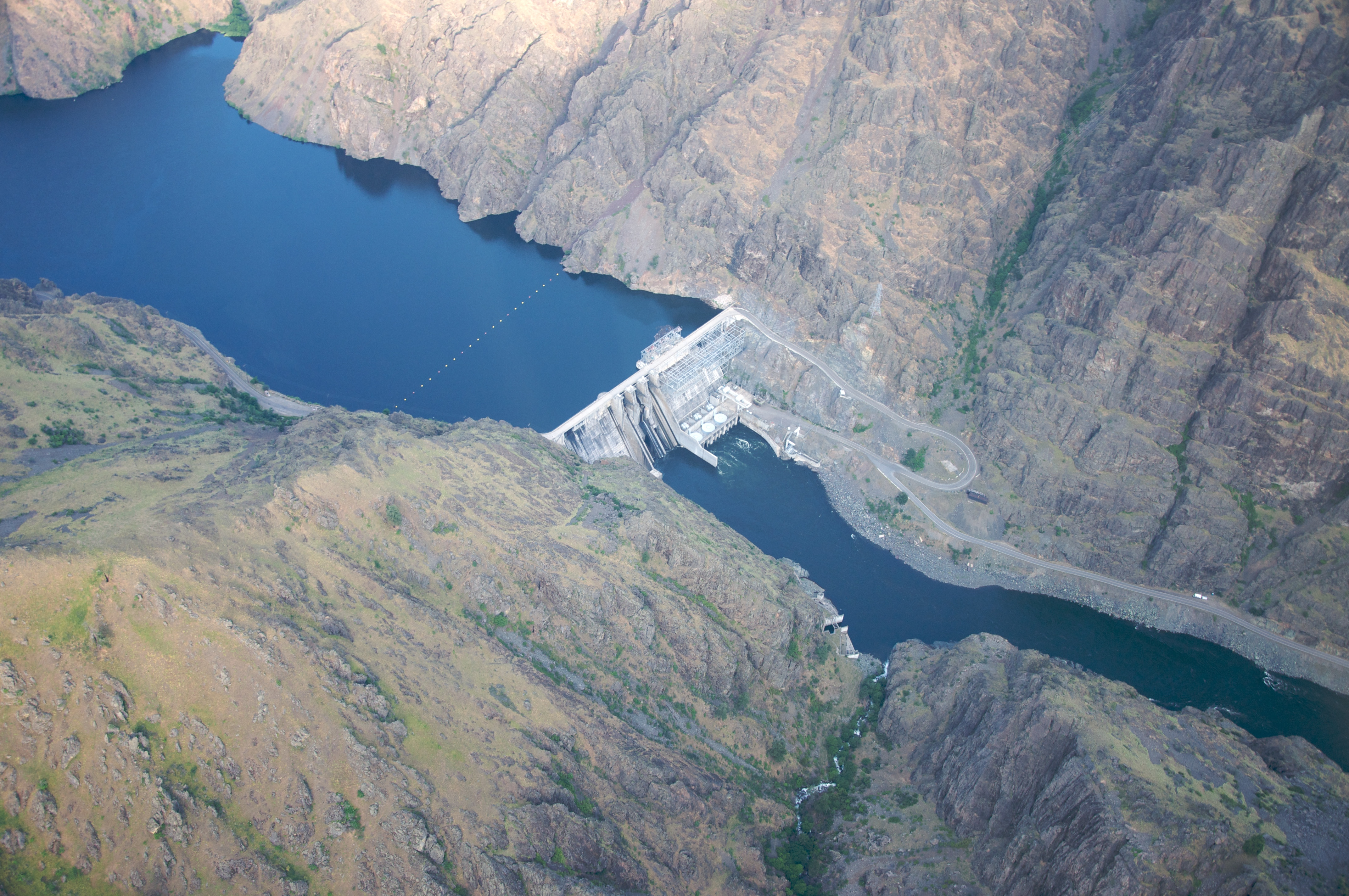
Der Hells Canyon Dam im Hells Canyon

Entlang des Snake River wurden insgesamt fünfzehn Staudämme zu unterschiedlichen Zwecken gebaut, vom Quellgebiet in den Rocky Mountains bis zur Mündung in den Lake Wallula, dem Stausee hinter dem McNary Dam am Columbia River. Die Dämme am Snake River können in drei Hauptkategorien eingeteilt werden. Von seinem Quellgebiet bis zum Beginn des Hells Canyon dienen viele kleine Dämme der Bereitstellung von Bewässerungswasser. Weiter flussabwärts produzieren die Staudämme im Hells Canyon Wasserkraft, da der Fluss hier auf einer vergleichsweise kurzen Strecke einiges an Höhe verliert. Die dritte Kategorie umfasst die Dämme zwischen dem Hells Canyon und der Mündung in den Columbia River, die zur Navigation auf dem Fluss hinauf bis nach Lewiston dienen. Viele verschiedene staatliche und private Behörden arbeiteten am Bau von Staudämmen am Snake River, die heute für die Menschen im Einzugsgebiet von großer Bedeutung sind und den Handel von landwirtschaftlichen Produkten mit pazifischen Seehäfen erleichtern.
Das Minidoka-Bewässerungsprojekt des US Bureau of Reclamation, das mit der Verabschiedung des Reclamation Act von 1902 ins Leben gerufen wurde, hatte die Umleitung des Wassers aus dem Snake River in die Snake River Plain stromaufwärts der Shoshone Falls sowie die Bewässerung von 4500 km² Land in der Snake River Plain als Ziel. Zudem beinhaltete es das Speichern von 5,1 km³ Wasser in Staussen am Snake River. Die ersten Studien zur Bewässerung in der Snake River Plain wurden Ende des 19. Jahrhunderts vom United States Geological Survey durchgeführt, und das Projekt wurde am 23. April 1904 genehmigt. Der erste Staudamm, der für das Minidoka-Projekt gebaut wurde, war der Minidoka-Staudamm im Jahr 1904. Das Kraftwerk wurde fünf Jahre später in Betrieb genommen und produzierte 7 MW Strom. Diese Kapazität wurde 1993 auf 20 MW erhöht.
Der Jackson Lake Dam, weit flussaufwärts im Grand-Teton-Nationalpark in Wyoming, wurde 1907 gebaut, um den Jackson Lake aufzustauen, der in trockenen Jahren zusätzliche Wasserspeicher bieten sollte. Der American Falls Dam, stromaufwärts von Minidoka, wurde 1927 fertiggestellt und 1978 ersetzt. Da diese Dämme oberhalb der Shoshone Falls gebaut wurden, die vor dem Bau von Staudämmen unterhalb der Fälle die Grenze für Lachswanderungen markierten und damals wie heute eine totale Barriere für Boote und Schiffe darstellen, wurde beim Bau der Dämme weder auf mögliche Fischwanderungen noch auf Schiffe oder Boote geachtet, sodass keine Fischtreppen oder gar Schleusen eingebaut wurden. Weitere Bewässerungsdämme wurden ebenfalls gebaut – darunter der Twin Falls Dam und der Palisades Dam.

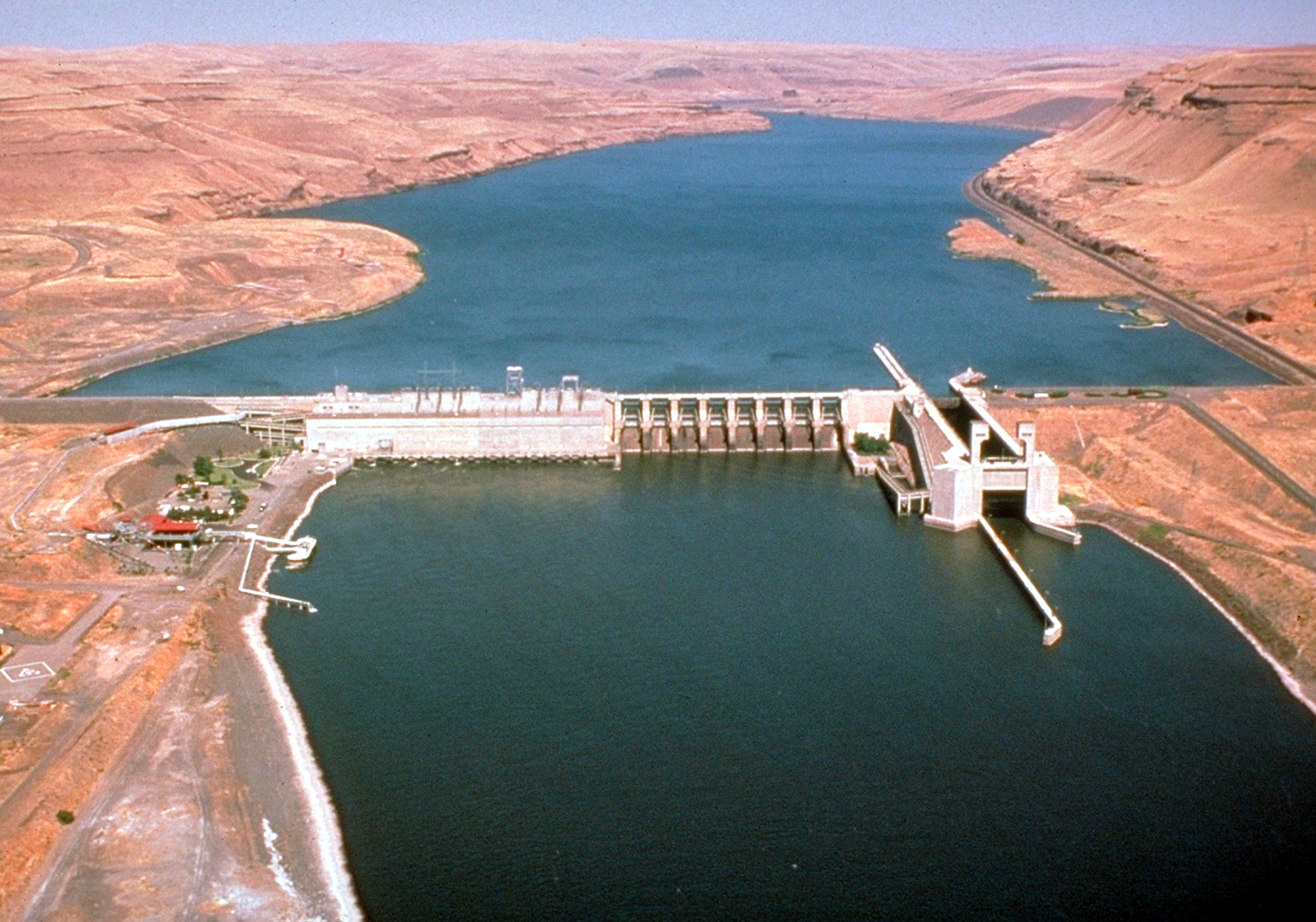
Der Lower Monumental Dam am unteren Snake River

Das zweite von drei Projekten am Snake River, das Hells Canyon Project, wurde ab den 1940er Jahren von der Idaho Power Company durchgeführt. Die drei Dämme des Projekts, Brownlee Dam, Oxbow Dam und Hells Canyon Dam, befinden sich im oberen Teil des Hells Canyon. Alle drei Dämme dienen in erster Linie der Stromerzeugung und dem Hochwasserschutz und besitzen ebenfalls keine Fischpassagen oder Schifffahrtsschleusen.

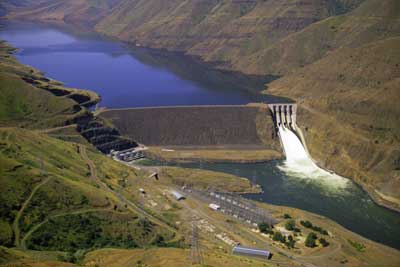
Der Brownlee Dam, Teil des Hells Canyon Project

Der Brownlee Dam, der am weitesten flussaufwärts gelegene Damm des Hells Canyon Projects, wurde 1959 gebaut und erzeugt 728 Megawatt (MW). Der Oxbow Dam, der zweite Damm des Projekts, wurde 1961 gebaut und erzeugt 220 MW. Der Damm wurde nach einer 4,8 km breiten Biegung des Snake River benannt, die wie ein Altarm geformt ist. Der Hells Canyon Dam war der letzte und am weitesten flussabwärts gelegene der drei. Es wurde 1967 gebaut und erzeugt 450 MW.
Flussabwärts des Hells Canyon hatte das Lower Snake River Project, das durch den Rivers and Harbors Act von 1945 für das US Army Corps of Engineers autorisiert wurde, das Ziel, einen schiffbaren Kanal auf dem Snake River von seiner Mündung bis zum Beginn des Hells Canyon zu schaffen. Es entstanden die Kraftwerke Lower Granite, Little Goose, Lower Monumental und Ice Harbor. Außerdem wurden Baggerarbeiten mit Baggerschiffen über die gesamte Länge des unteren Snake River durchgeführt, um die Schiffsdurchfahrt zu erleichtern. Diese Dämme bilden eine Reihe von Stauseen ohne frei fließende Flussabschnitte dazwischen. Unmittelbar unterhalb des Ice Harbor Dam liegt der Lake Wallula, der durch den Bau des McNary Dam am Columbia River entstanden ist. (Der McNary Dam ist allerdings nicht Teil des Lower Snake River Projects.) Oberhalb des Lower Granite Dam ist der Flusskanal von Lewiston bis Johnson Bar, direkt unterhalb des Hells Canyon, auch für Jetboote freigegeben, da dieser Abschnitt für große Schiffe unpassierbar ist.

### Auswirkungen auf die Fischpopulation
Es wurde mehrfach vorgeschlagen, die Dämme am unteren Snake River zu entfernen, und wenn dies durchgeführt werden sollte, wäre es das größte Projekt zur Entfernung von Staudämmen, das jemals in den Vereinigten Staaten durchgeführt wurde. Die Entfernung wurde mit der Begründung vorgeschlagen, dass dadurch Lachsläufe in den unteren Snake River und den Clearwater River sowie in andere kleinere Nebenflüsse wiederhergestellt würden. In Idahos Snake River wimmelte es einst von Rotlachs, aufgrund verschiedener Faktoren gibt es heute jedoch fast keine wilden Rotlachse mehr im Fluss. Lachse, die in diesem Fluss stromaufwärts schwimmen, werden nicht nur durch Raubtiere, sondern auch durch Staudämme von ihrer Wanderung abgehalten. Dadurch ist der Snake River besonders schwer zugänglich. Der Hell’s Canyon Dam blockiert den Durchgang zum gesamten oberen Snake River.

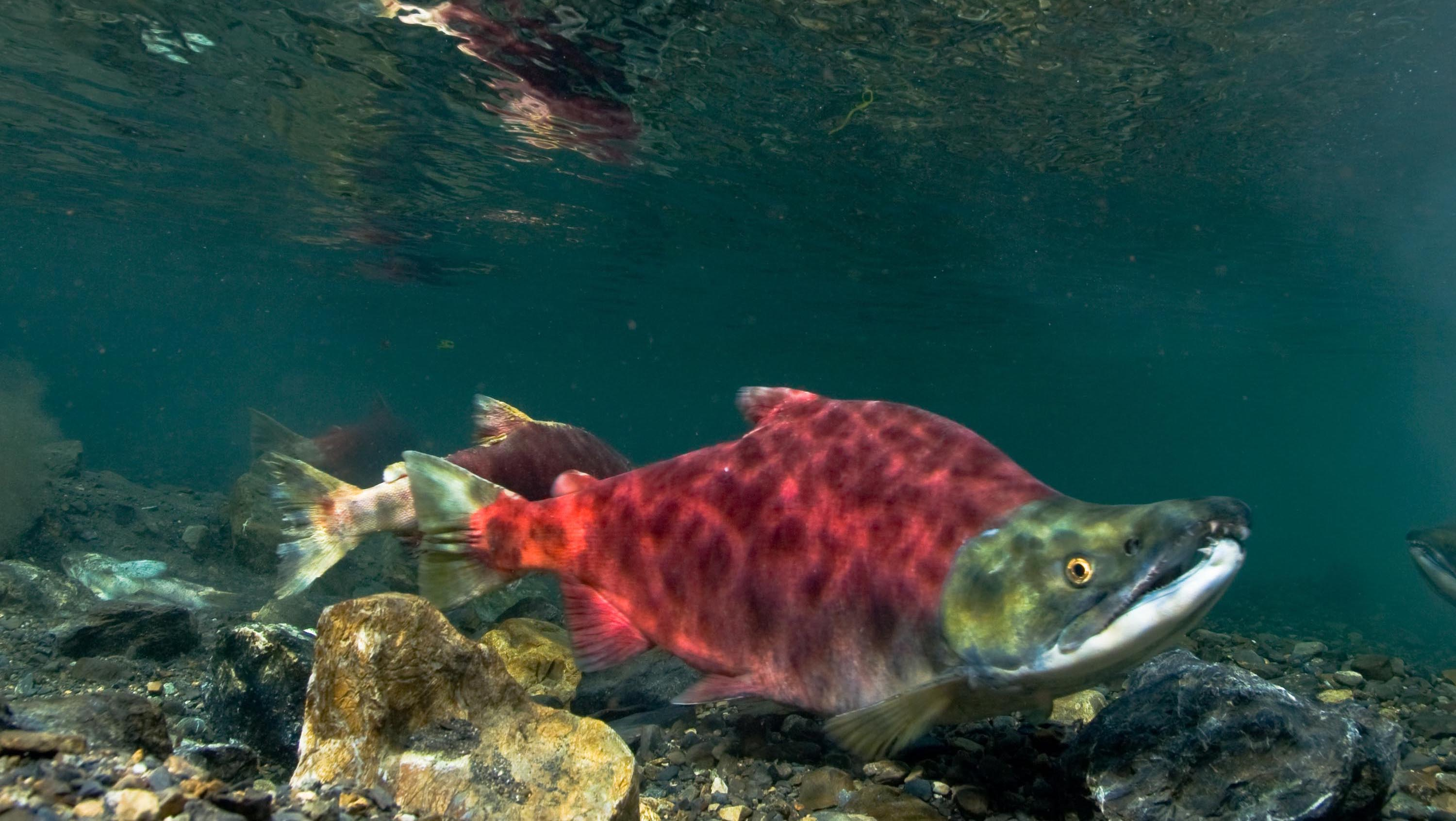
Rotlachs

Zwischen 1985 und 2007 kehrten jedes Jahr nur durchschnittlich 18 Rotlachse nach Idaho zurück. Ernsthafte Naturschutzbemühungen von Wildtierbiologen und Fischzuchtanstalten haben die wenigen verbliebenen Rotlachse gefangen, ihre Spermien und Eier gesammelt und in einem Labor laichen lassen. Anstatt auf natürliche Weise zu laichen, beginnen diese Rotlachse ihr Leben in einem Brutkasten im Labor eines Fischereibiologen. Diese Babylachse werden dann per Schiff transportiert, wobei die Dämme umgangen werden. (Die Dämme können junge Rotlachse mit ihren starken Gezeiten und Strömungen verletzen, die die Babylachse nach unten saugen.) Eine weitere Methode, die den Lachsen geholfen hat, ist die Zerstörung veralteter Dämme, wie die des Lewiston Dam am Clearwater River. Nach der Zerstörung des Damms erholten sich die Lachspopulationen merklich.
Eine andere Methode, die Naturschützer und Biologen verwenden, ist der so genannte Fischtransport. Da viele Junglachse den einzelnen Dämmen sterben, während sie ins Meer hinausschwimmen, filtern und sammeln Schiffe diese Babylachse nach Größe und bringen sie ins Meer, wo sie garantiert bis ins Salzwasser gelangen. Diese Methode wirft Kontroversen hinsichtlich der Effektivität und der Kosten auf, da sie extrem teuer ist und fast 15 Millionen US-Dollar kostet. Eine weitere mögliche Lösung für die stromaufwärts gelegene Passage ist das Whooshh-Fischtransportsystem. Ingenieure von Whooshh Innovations haben ein Fischpasssystem entwickelt, das den sicheren und rechtzeitigen Transport von Fischen über Barrieren durch ein flexibles Schlauchsystem ermöglicht.
Zusammenfassend sind diese Bemühungen durchaus erfolgreich gewesen. Im Sommer 2006 gab es im Snake River nur 3 Rotlachse, die zu ihren Laichgründen zurückkehrten. Im Sommer 2013 hingegen kehrten mehr als 13.000 Rotlachse in die Laichgebiete zurück.

## Biologie

### Ökoregionen

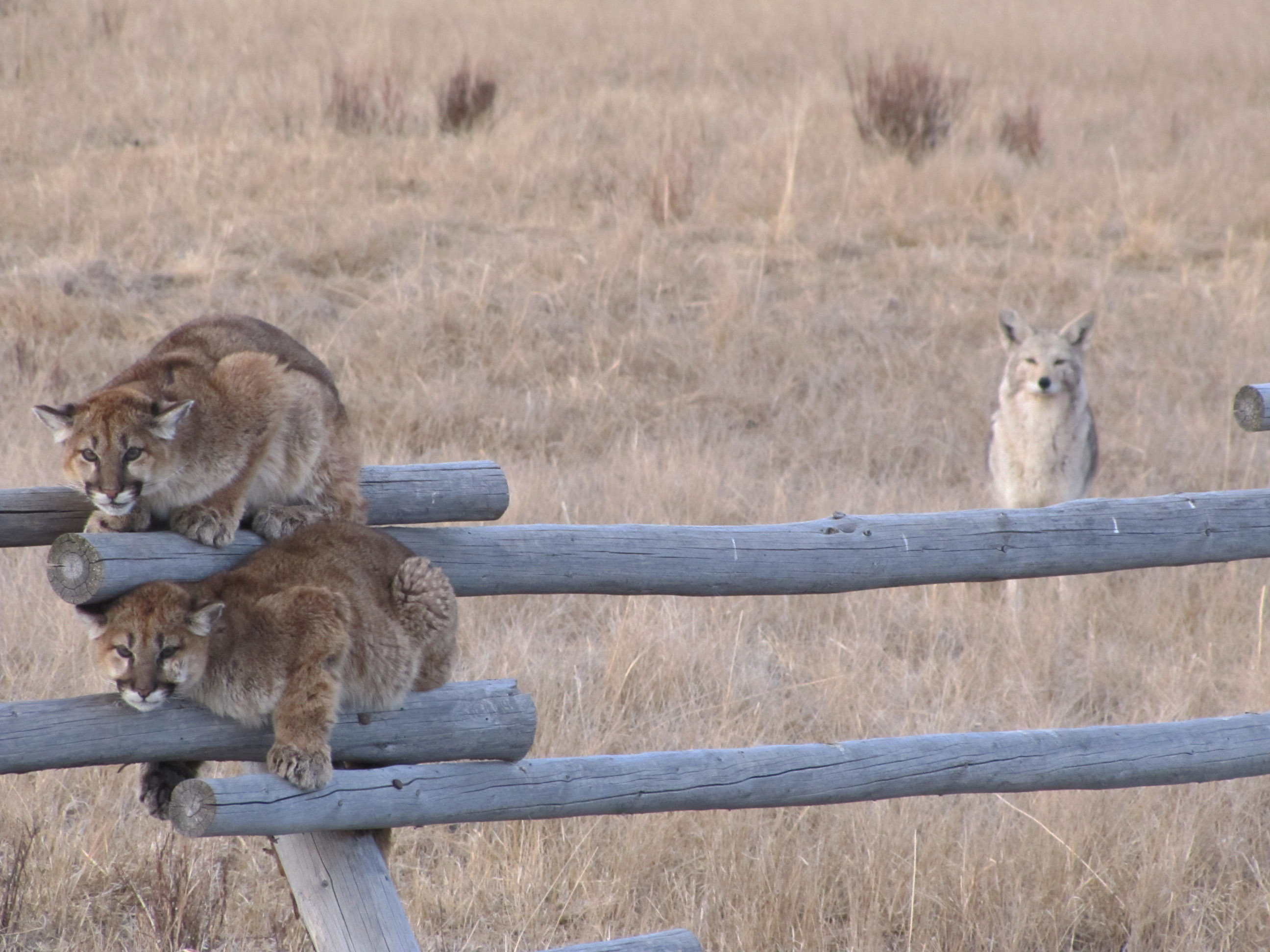
Junge Pumas und ein Kojote im National Elk Refuge nördlich von Jackson im Jackson Hole

Der World Wide Fund for Nature (WWF) unterteilt das Einzugsgebiet des Snake River in die zwei Süßwasser-Ökoregionen Columbia Unglaciated und Upper Snake. Der WWF platzierte die Ökoregionsgrenze etwa 50 Kilometer flussabwärts von den Shoshone Falls, um den Big Wood River (den Hauptzufluss des Malad River) in die Upper Snake-Ökoregion einzubeziehen, da sich der Big Wood River biologisch vom Unterlauf des Snake River unterscheidet. Die Shoshone Falls stellen seit Tausenden von Jahren ein Hindernis für stromaufwärts wandernde Fischen dar. Infolgedessen sind nur 35 % der Fischarten unterhalb der Wasserfälle auch im oberen Snake River vertreten.

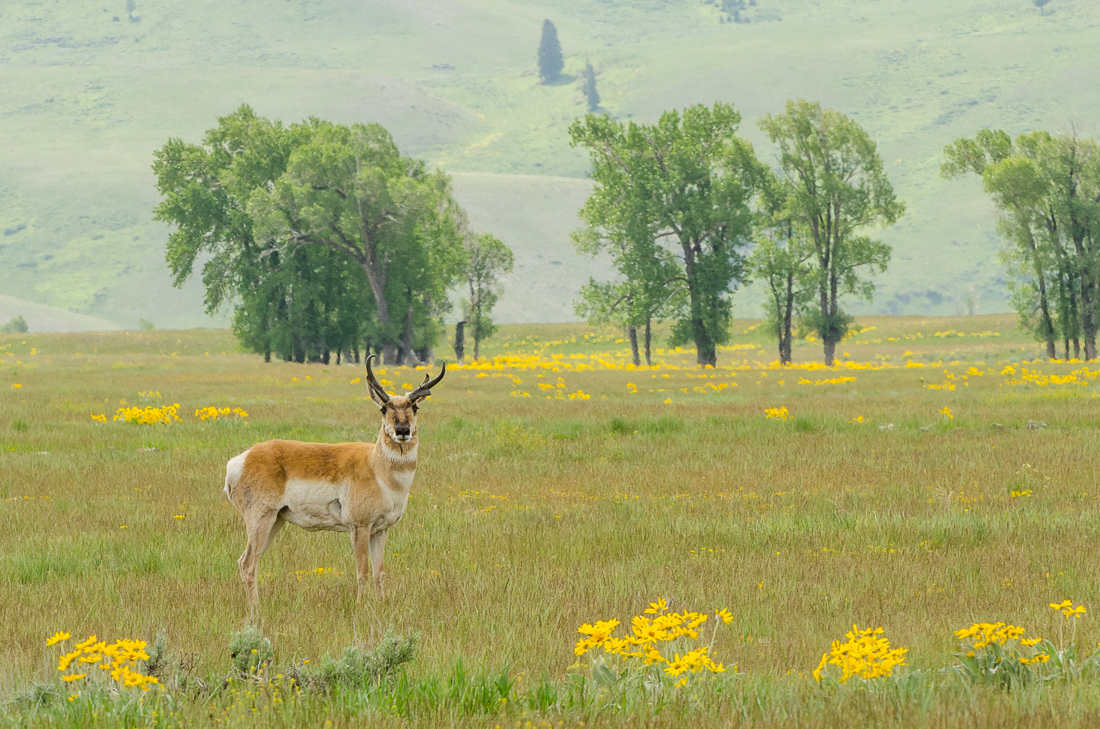
Gabelbock im National Elk Refuge nördlich von Jackson im Jackson Hole

Die Süßwasser-Ökoregion Upper Snake umfasst den größten Teil des südöstlichen Idahos und erstreckt sich bis in die Bundesstaaten Wyoming, Utah und Nevada. Im Vergleich zum unteren Snake River und dem Rest des Columbia River-Einzugsgebiets weist die Ökoregion Upper Snake einen hohen Anteil an Endemiten auf, insbesondere bei Süßwassermollusken wie Schnecken und Muscheln. Es existieren 14 Fischarten, die in der Upper Snake-Region gefunden wurden, die jedoch nirgendwo sonst im Einzugsgebiet des Columbia vorkommen. Allerdings kommen einige von ihnen in der Süßwasser-Ökoregion Bonneville im Westen Utahs vor, die zum Great Basin gehört und mit dem prähistorischen Lake Bonneville verwandt ist. Der Wood River-Sculpin (Cottus leiopomus) ist in Big- und Little Wood River endemisch, der Shoshone sculpin (Cottus greenei) im Snake River zwischen den Shoshone Falls und dem Zusammenfluss mit dem Big Wood River.
Unterhalb der Shoshone Falls stellt der Snake River die Heimat von 35 einheimischen Fischarten dar, von denen 12 auch im Columbia River zu finden sind und von denen vier im Snake River endemisch sind: die Relikt-Sandwalze (Percopsis transmontana) der Familie Percopsidae, die Kurzkopf-Sculpin (Cottus confusus), der Maginated-Sculpin (Cottus marginatus) und der Oregon-Döbel (Oregonichthys crameri). Der Oregon-Döbel kommt allerdings beispielsweise auch im Umpqua River und seinen Nebenflüssen vor.

### Fauna

Ein junger Weißkopfseeadler über dem Snake River in Wyoming

Im Einzugsgebiet des Snake River sind unzählige größere Tiere, darunter zahlreiche Säugetierarten, Vögel, Amphibien und Reptilien beheimatet. Vor allem im Oberlauf und in den anderen Gebirgsregionen, die über das gesamte Einzugsgebiet verstreut sind, sind Wolf, Grizzlybär, Vielfraß, Puma, Kojote und Kanadaluchs weit verbreitet. Es wurde festgestellt, dass es im oberen Teil des Snake Rivers, stromaufwärts vom Zusammenfluss mit dem Henrys Fork, 97 Säugetierarten gibt. Gabelböcke und Dickhornschafe sind vor allem in der Snake River Plain verbreitet. Insgesamt 274 Vogelarten, von denen einige vom Aussterben bedroht sind, wurden im Einzugsgebiet des Snake River nachgewiesen. Dazu gehören beispielsweise Weißkopfseeadler, Wanderfalke, Schreikranich, Beifußhuhn oder Gelbschnabelkuckuck. Spatelenten kommen häufig entlang des unteren Abschnitts des Snake Rivers vor. Zehn Amphibien- und zwanzig Reptilienarten bewohnen die Feuchtgebiete und Uferzonen des oberen Snake River. Mehrere Amphibienarten sind im Becken der „verlorenen Flüsse von Idaho“ und im nordöstlichsten Teil des Einzugsgebiets verbreitet, darunter der Schwanzfrosch, der Leopardfrosch, der Columbia-Fleckfrosch, der Langzehensalamander oder die Amerikanische Schaufelfußkröte.
Im Unteren und Mittleren Teil des Einzugsgebietes des Snake Rivers wurden jedoch mehrere einheimische Arten durch landwirtschaftliche Praktiken und die dadurch eingeschleppten nicht-endemischen Arten stark gefährdet. Zu den eingeführten Vögeln gehören beispielsweise das Rebhuhn, der Fasan sowie das Chukarhuhn. Weitere nicht heimische Arten sind der Ochsenfrosch, der Braunkopf-Kuhstärling und der Star, die durch den Bau von Städten und Dörfern angezogen werden.